# Le Plessis-Robinson
Pour les articles homonymes, voir Robinson et Le Plessis.
Le Plessis-Robinson est une commune française du département des Hauts-de-Seine en région Île-de-France, dans l'arrondissement d'Antony, au sud-ouest de Paris.

## Géographie

### Localisation

Vue de la commune du Plessis-Robinson en rouge sur la carte de la « Petite Couronne » d'Île-de-France.

Le Plessis-Robinson est une ville de la banlieue sud-ouest de Paris, située à 6 km des portes de la capitale.
Constituée à l’ouest par un plateau adossé à celui de Châtillon et à l’est par des coteaux escarpés et boisés, son point culminant 178 mètres, est l’un des plus élevés du département qui couvre la haute vallée de la Bièvre.

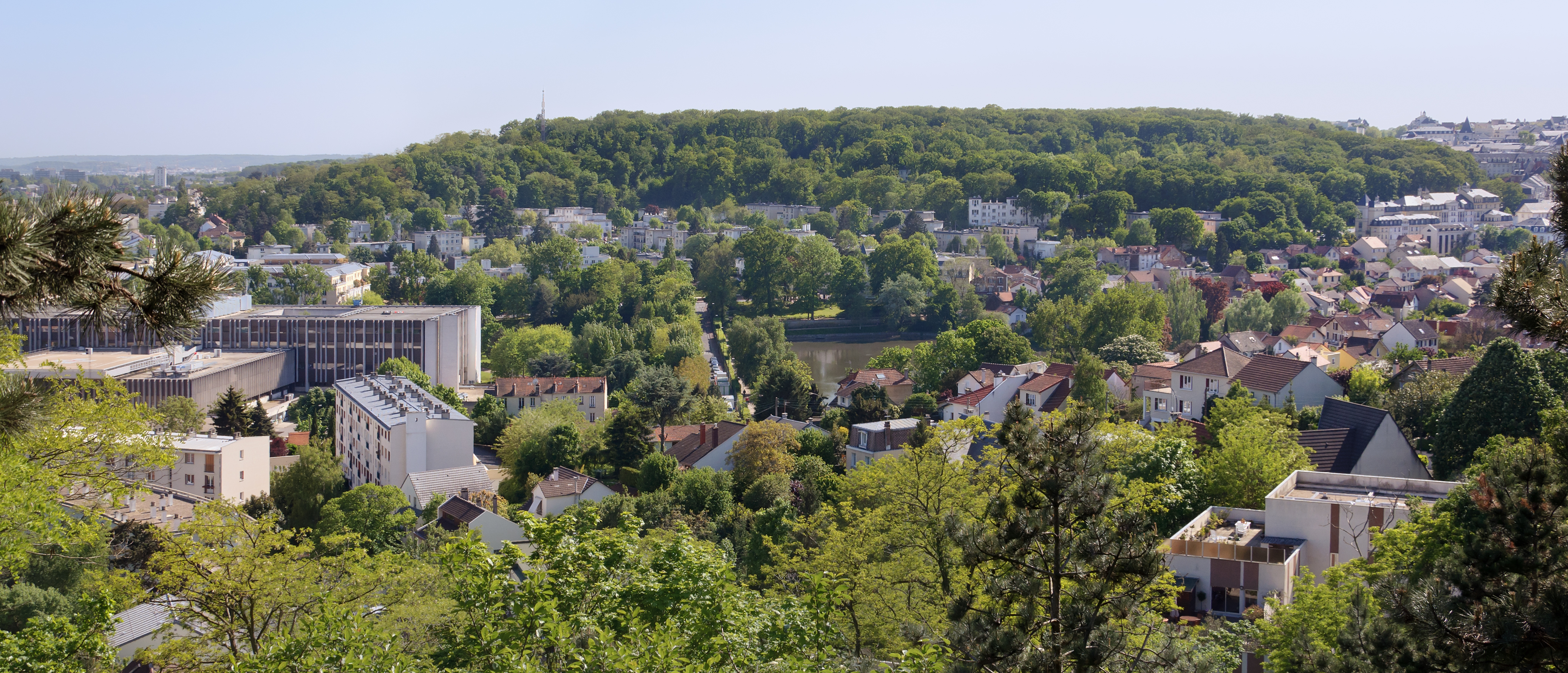
Le Plessis-Robinson, vue depuis le chemin du Panorama.

### Communes limitrophes
Le territoire communal est limitrophe de ceux de quatre communes : Clamart, Fontenay-aux-Roses, Sceaux, Châtenay-Malabry.

### Hydrographie
La commune est traversée par le ru d'Aulnay et par le ru de la Fontaine du moulin (appelé parfois ru des Blagis) qui reçoit le trop plein de l'étang Colbert.

### Géologie et relief
La superficie de la commune est de 343 hectares ; l'altitude varie de 86  à   172 mètres.

### Climat
Pour des articles plus généraux, voir Climat de l'Île-de-France et Climat des Hauts-de-Seine.
En 2010, le climat de la commune est de type climat océanique dégradé des plaines du Centre et du Nord, selon une étude du CNRS s'appuyant sur une série de données couvrant la période 1971-2000. En 2020, Météo-France publie une typologie des climats de la France métropolitaine dans laquelle la commune est exposée à un climat océanique altéré et est dans la région climatique Sud-ouest du bassin Parisien, caractérisée par une faible pluviométrie, notamment au printemps (120 à 150 mm) et un hiver froid (3,5 °C).
Pour la période 1971-2000, la température annuelle moyenne est de 11,2 °C, avec une amplitude thermique annuelle de 15,2 °C. Le cumul annuel moyen de précipitations est de 685 mm, avec 11,1 jours de précipitations en janvier et 8,1 jours en juillet. Pour la période 1991-2020, la température moyenne annuelle observée sur la station météorologique la plus proche, située sur la commune de Choisy-le-Roi à 11 km à vol d'oiseau, est de 12,7 °C et le cumul annuel moyen de précipitations est de 607,2 mm,. Pour l'avenir, les paramètres climatiques de la commune estimés pour 2050 selon différents scénarios d'émission de gaz à effet de serre sont consultables sur un site dédié publié par Météo-France en novembre 2022.

## Urbanisme

### Typologie
Au 1er janvier 2024, Le Plessis-Robinson est catégorisée grand centre urbain, selon la nouvelle grille communale de densité à sept niveaux définie par l'Insee en 2022.
Elle appartient à l'unité urbaine de Paris, une agglomération inter-départementale regroupant 407  communes, dont elle est une commune de la banlieue,,. Par ailleurs la commune fait partie de l'aire d'attraction de Paris, dont elle est une commune du pôle principal,. Cette aire regroupe 1 929 communes,.

### Morphologie urbaine
L’Insee découpe la commune en neuf îlots regroupés pour l'information statistique soit Hachette, Albert Thomas – Marché, Architecte, Joliot, Wallon, Peatrik, Jean Jaurès, Anatole France, Pergaud.
Le quartier du Cœur de Ville

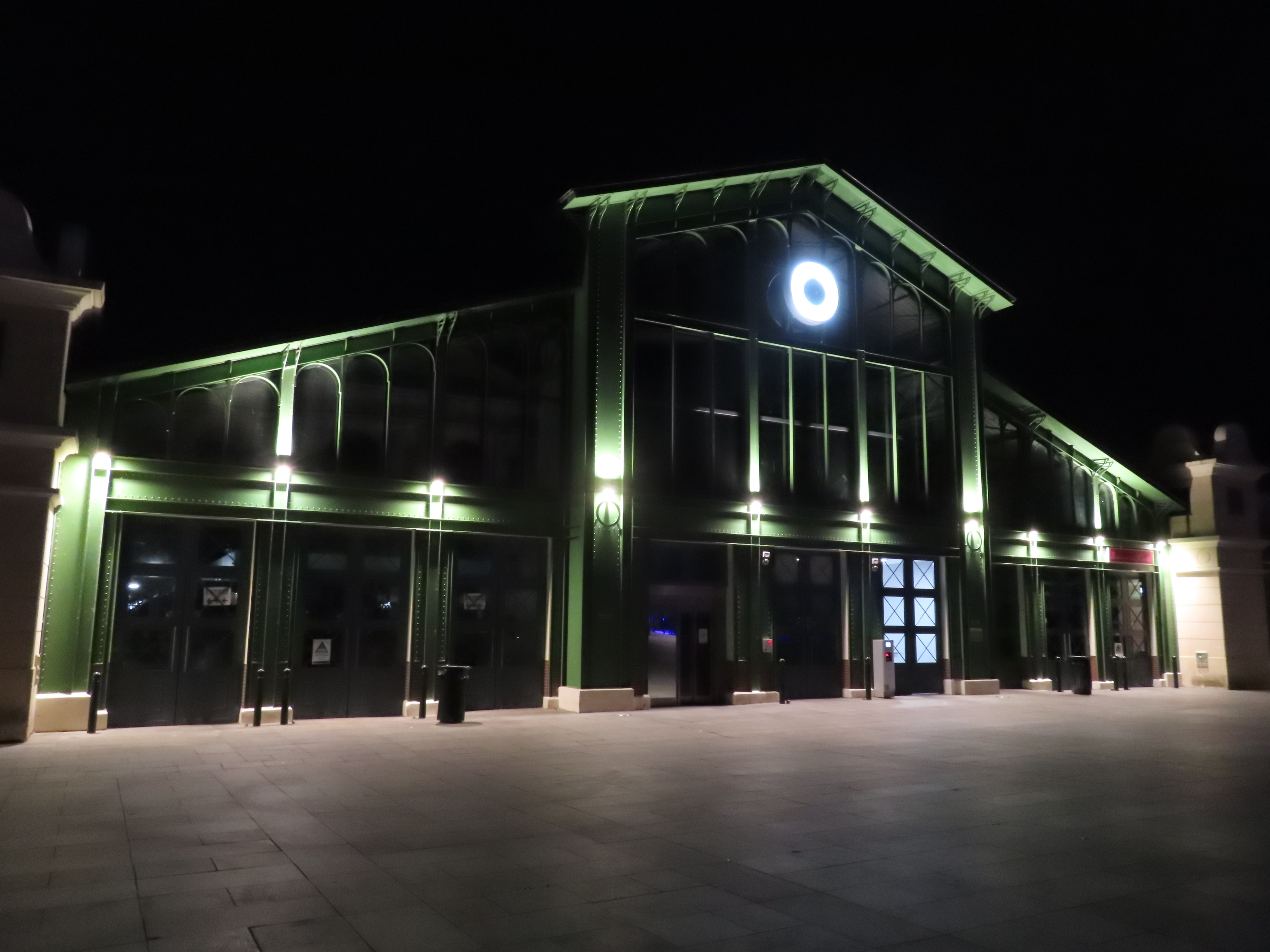
Marché du Plessis-Robinson de nuit.

Le quartier a été construit entre 1991 et 2005 autour du Vieux Plessis, l'ancien village du Plessis-Piquet regroupé autour du château devenu hôtel de ville en 1931 et de l'église Saint-Jean-Baptiste. C'est à l'initiative de Philippe Pemezec, élu maire en 1989, que l'architecte François Spoerry, le père de l'architecture douce, a dessiné ce quartier de centre-ville, autour de sa Grand'Place et d'une Grande rue. Ces douze hectares sont construits sur le modèle de l'architecture classique par les architectes Xavier Bohl (qui a succédé à François Spoerry mort en 1999), Marc et Nada Breitman, Marc Farcy. Le Cœur de Ville, en face du parc Henri-Sellier, compte trois jardins publics : le jardin de Sertillanges, les jardins de l'Hôtel-de-Ville, le parc de l'Orangerie. Les équipements publics sont, outre l'hôtel de ville, un centre administratif municipal, un centre municipal de santé, l'école maternelle de la Ferme, l'école élémentaire Anatole-France, deux crèches, le club destiné aux retraités. Un parking souterrain est aménagé sous la Grand' Place et un parking public aérien est accessible en face du grand cèdre du Liban. Le Cœur de Ville compte une vingtaine de commerces, dont un hôtel-restaurant, six restaurants, un supermarché, des commerces de bouche et d'habillement. Un parcours historique fléché est organisé autour du quartier.
Le quartier de La Pépinière

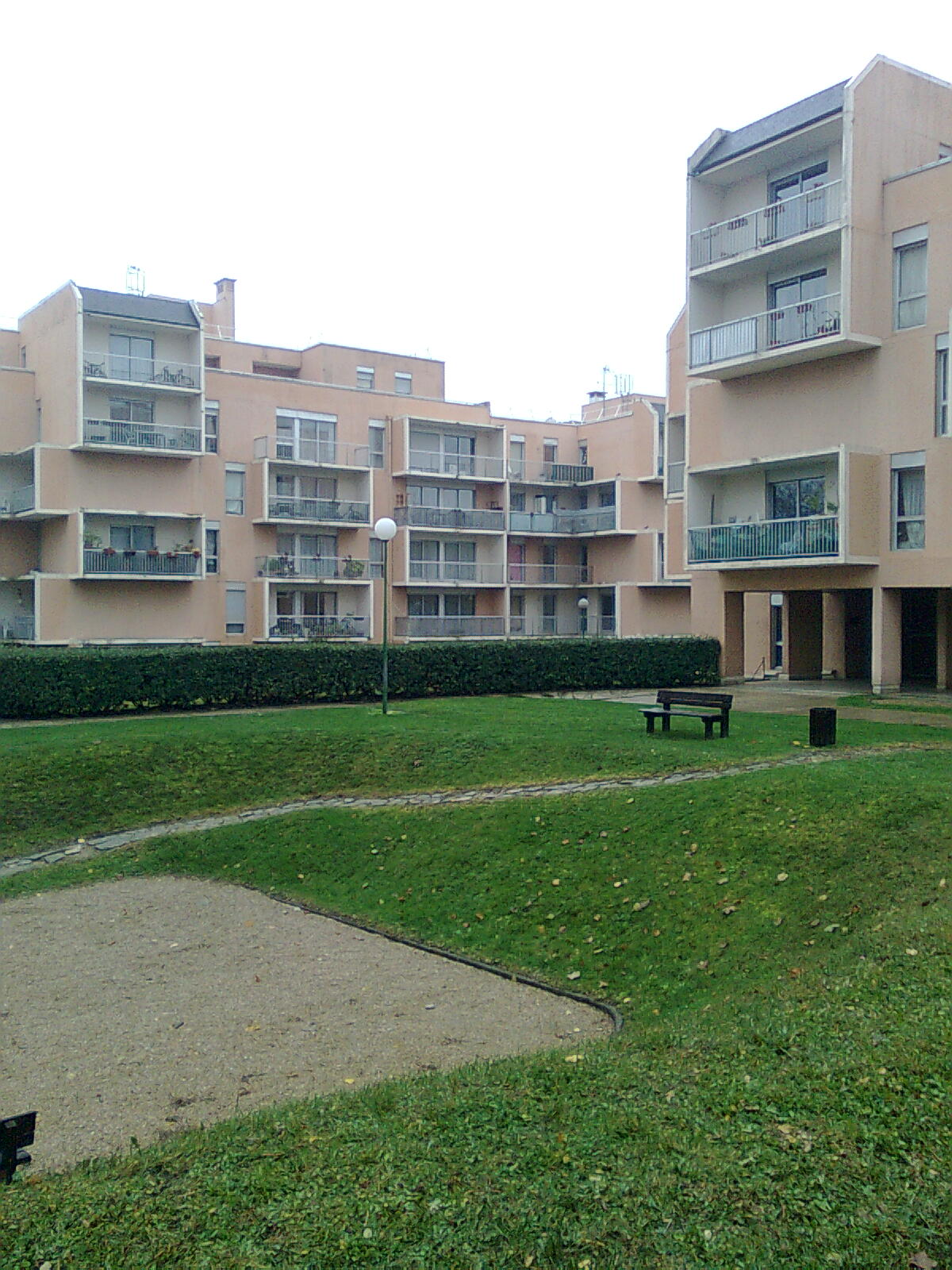
La Pépinière.

Résidence La Pépinière ou quartier de La Pépinière ou encore La Pep's pour les plus jeunes, La Pépinière est un quartier d'habitation situé à l'est de la ville du Plessis-Robinson, séparé par la rue Arthur-Ranc du centre chirurgical Marie-Lannelongue (spécialisé dans la cardiologie), bordé au sud par l'avenue de la Résistance (D 75) au nord par les rues Pasteur et Boris-Vildé, à l'ouest par l'avenue Raymond-Croland. Le quartier est composé de 10 bâtiments de couleur saumon (similaire à la cité-jardin de la Butte-Rouge) de 5, 4 ou 3 étages disséminés sur une plaine de verdure accidentée entrecoupée de 2 zones de stationnements découvertes, de 2 terrains de jeux (actuellement[Quand ?] non équipés) et d'un parking souterrain. Le carré que forment les rues délimitant La Pépinière est aussi occupé par une dizaine de pavillons donnant sur l'extérieur, une barre d'appartement autonome en brique rouge avec garages et commerces au rez-de-chaussée et une résidence privée de cinq bâtiments et stationnements extérieur. Ce quartier est desservi par les lignes de bus 395, 390, 194 de la RATP grâce aux arrêts sud Edmond About, Hôpital Marie Lannelongue et est avec Pasteur, la gare RER B Robinson, se situe à 5 minutes de ce même endroit. Un arrêt de bus du réseau de la Bièvre desservant l'hôpital est placé dans la rue Arthur-Ranc.

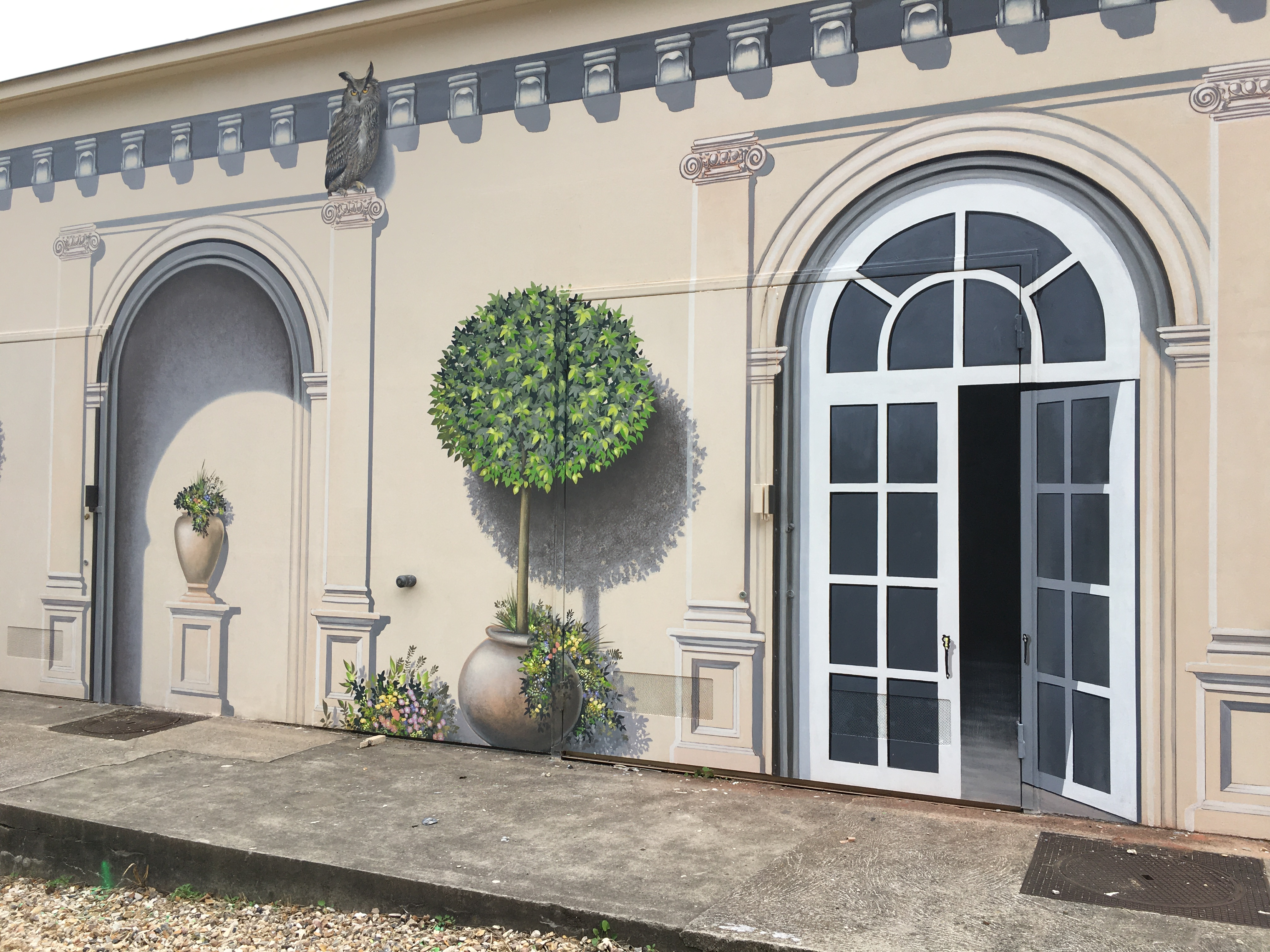
Fresque trompe-l’œil au Plessis Robinson réalisée par l'artiste Frédéric Gracia.

### Hameaux, quartiers, clos et lieux-dits
Le signe * (étoile), à la fin du nom indique que celui-ci est mentionné dans l'Atlas communal du département de la Seine, canton de Sceaux. Auteur : Onésime Théodore Lefebvre, éditeur : L.Wuhrer, 1854-1874.
- Bas des Gallardons*
- les Bouillons*
- les Châtaigniers*
- le Clos des Renards*
- la Cour commune
- les Feuillan(t)s*
- la Fosse-Bazin*
- les Gallardons*
- la Gâtine*
- les Lunettes*
- Pièce de la Croix*
- le Pierrier*
- Robinson*
- Sous-l'Étang*

### Habitat et logement
En 2018, le nombre total de logements dans la commune était de 13 850, alors qu'il était de 13 243 en 2013 et de 11 718 en 2008.
Parmi ces logements, 94,6 % étaient des résidences principales, 2,2 % des résidences secondaires et 3,2 % des logements vacants. Ces logements étaient pour 9,9 % d'entre eux des maisons individuelles et pour 89,2 % des appartements.
Le tableau ci-dessous présente la typologie des logements au Plessis-Robinson en 2018 en comparaison avec celle des Hauts-de-Seine et de la France entière. Une caractéristique marquante du parc de logements est ainsi une proportion de résidences secondaires et logements occasionnels (2,2 %) inférieure à celle du département (3,7 %) mais supérieure à celle de la France entière (9,7 %). Concernant le statut d'occupation de ces logements, 45,3 % des habitants de la commune sont propriétaires de leur logement (43,6 % en 2013), contre 42,5 % pour les Hauts-de-Seine et 57,5 pour la France entière.
| Typologie                                               | Le Plessis-Robinson | Hauts-de-Seine | France entière |
| ------------------------------------------------------- | ------------------- | -------------- | -------------- |
| Résidences principales (en %)                           | 94,6                | 89,8           | 82,1           |
| Résidences secondaires et logements occasionnels (en %) | 2,2                 | 3,7            | 9,7            |
| Logements vacants (en %)                                | 3,2                 | 6,5            | 8,2            |

### Projets d'aménagements

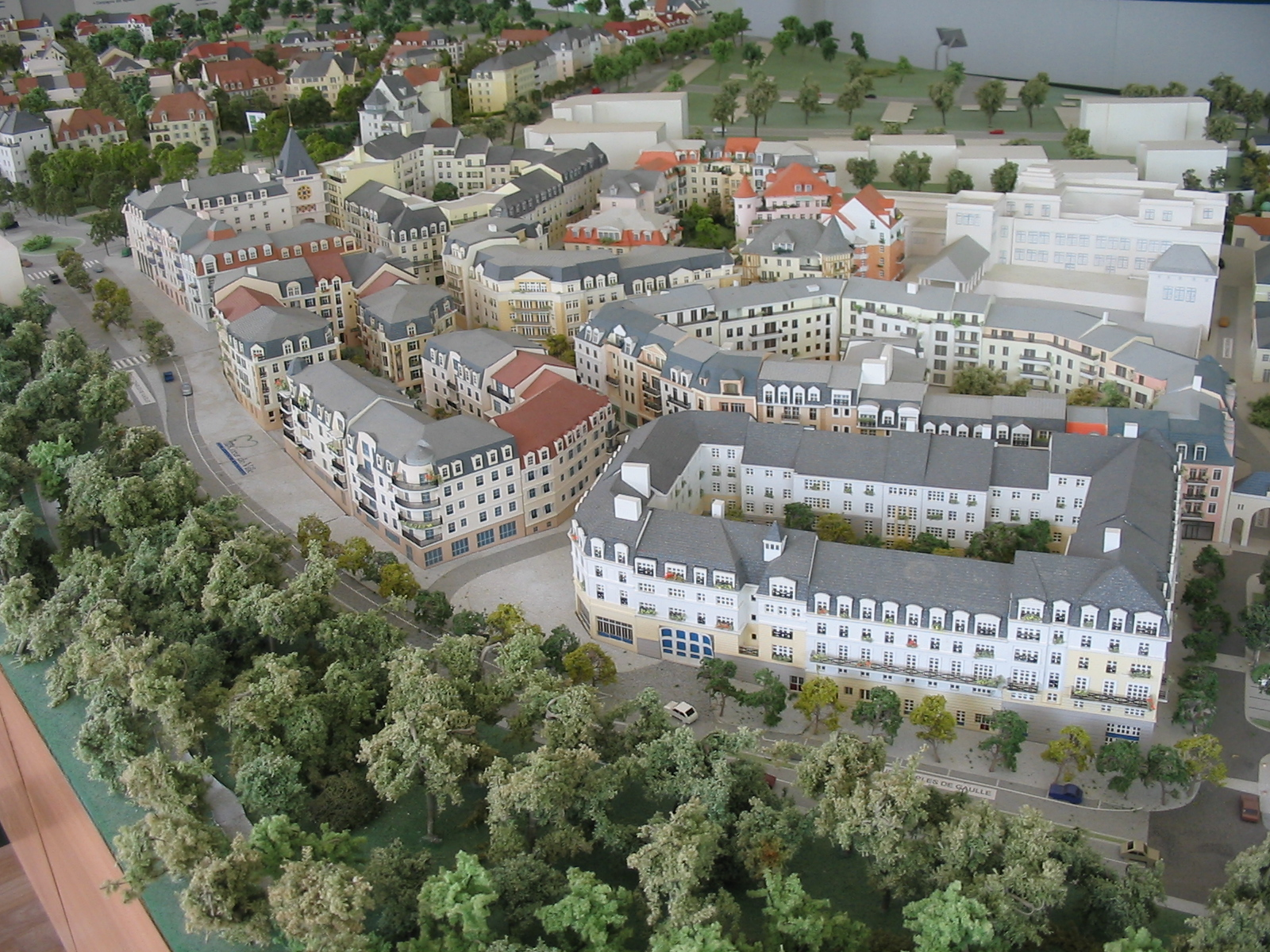
Maquette du nouveau centre-ville.

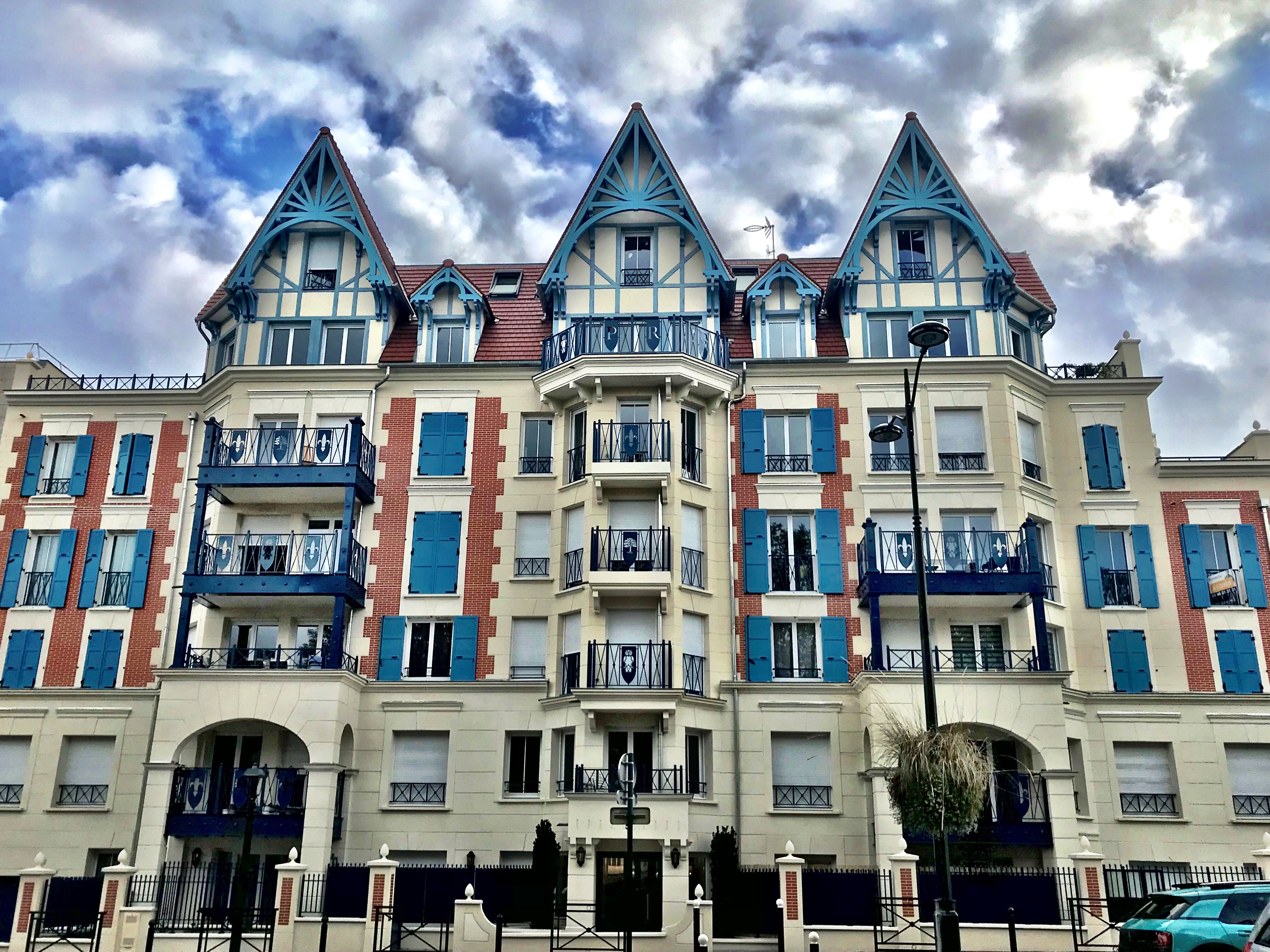
Villa Maintenon.

Le 15 mai 2008, la nouvelle cité jardin a été inaugurée par Philippe Pemezec, maire du Plessis-Robinson et Vice-président du Conseil Général, en présence de hautes autorités nationales et départementales : Charles Pasqua, Christine Boutin, Roger Karoutchi, l'architecte de cohérence Xavier Bohl, Jacques Perrin (président de la SEMPRO), accompagnés de nombreux Robinsonnais.
Les projets d'aménagement se poursuivent[réf. nécessaire] et un grand pôle culturel d'inspiration palladienne situé derrière le marché a été inauguré en 2016.

### Voies de communication et transports
Voies routières
Le territoire de la commune est traversé du sud-ouest au nord-est par la route départementale D 75, puis du nord au sud par la route départementale D 2. L'autoroute A86 passe au sud.
Pistes cyclables
Le territoire de la commune comprend plusieurs pistes cyclables :
- sur toute l'avenue Paul-Langevin, du bois de Clamart à la forêt de Verrières, en longeant le parc des Sports, la zone d'activités Noveos et la station du tramway T6 Hôpital Béclère ;
- sur l'avenue Charles-de-Gaulle (bas) jusqu'à la gare de Robinson ;
- le long de l'autoroute A86 jusqu'à Clamart et la forêt de Verrières est.

Transports en commun
La commune dispose de trois stations de tramway sur son territoire : Le Hameau, Parc des Sports et Novéos, situées sur l'avenue Paul-Langevin. Elles sont inaugurées le 24 juin 2023 avec la création du tramway T10, qui relie le Jardin Parisien de Clamart à La Croix de Berny.
Il existe également d'autres gares et stations à proximité de la commune :
- La Gare de Robinson, un des terminus de la ligne du RER B, est située à 400 mètres de la limite communale à l'est. En 1895, après la construction de cette station, un prolongement de la ligne jusqu'à la Cité des Artistes fut envisagé lors de la création de cette cité et un bandeau portant le nom de la station fut sculpté dans la pierre, mais ce projet ne vit jamais le jour.
- Le tramway T6, quant à lui longe la commune à proximité de la limite communale au nord. Les stations Division Leclerc, Soleil Levant, Hôpital Béclère, Mail de la Plaine et Pavé Blanc sont ainsi situées à environ 200 mètres de la commune.

Par ailleurs, Le Plessis-Robinson est reliée aux communes limitrophes, via 22 lignes des réseaux de bus de l'Île-de-France :
- 11 lignes traversent la commune, notamment la zone d'activités Noveos : 7 lignes du réseau de bus RATP (179, 195, 290, 379, 390, 395 et 595), 1 ligne du réseau de bus de la Bièvre (412), 1 ligne du réseau de bus Vallée Sud Bus (14) et la ligne N62 du Noctilien ;
- 11 lignes sont facilement accessibles à la gare de Robinson, Clamart ou Châtenay-Malabry : 5 lignes du réseau de bus RATP (128, 190, 192, 194 et 294), 1 ligne du réseau de bus de la Bièvre (415), 3 lignes du réseau de bus Vallée Sud Bus (6, 11 et 14) et la ligne 475 du réseau de bus de Saint-Quentin-en-Yvelines.

## Toponymie

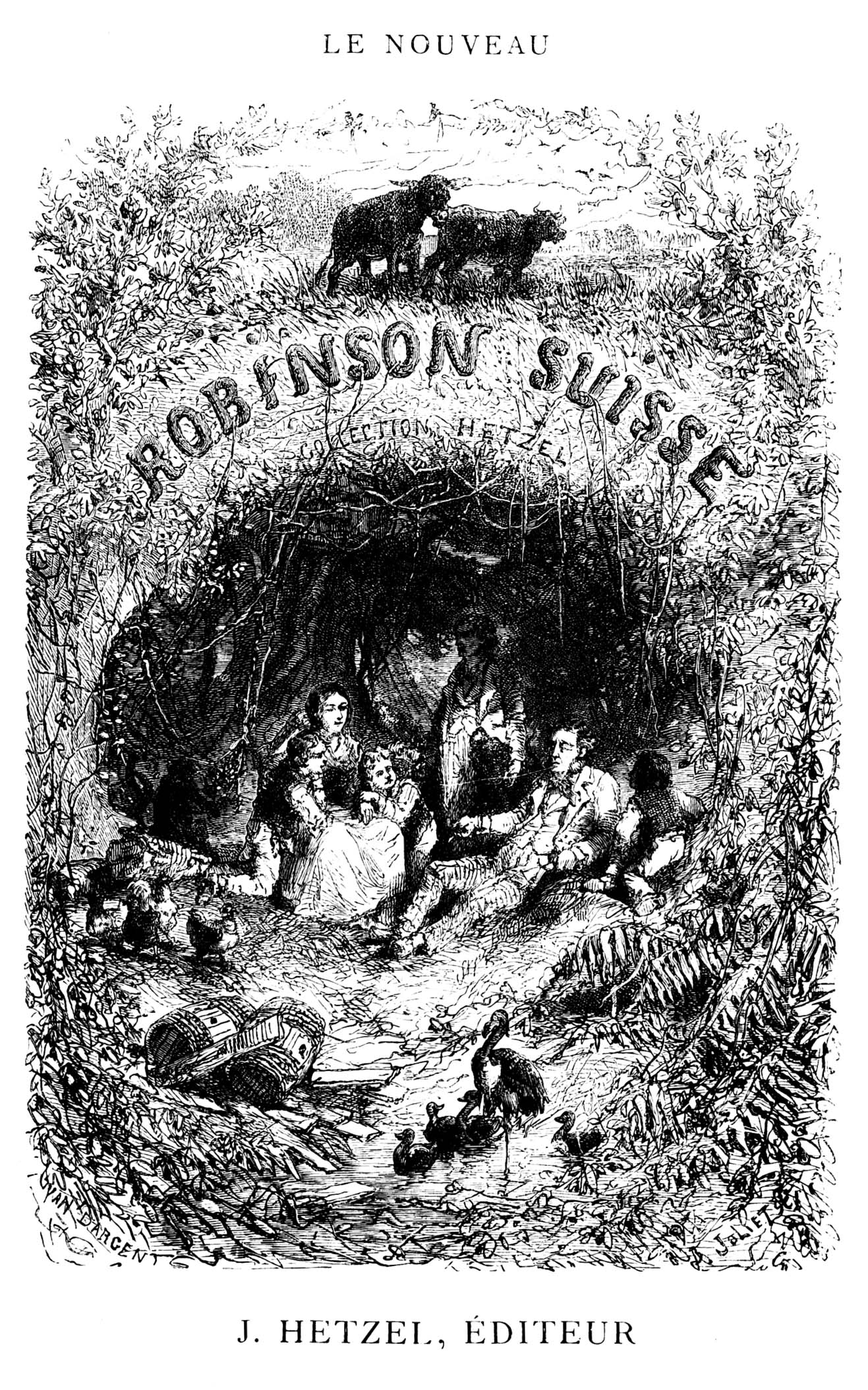
Frontispice de l'édition Hetzel, par Yan' Dargent, gravé par Joliet.

La première mention qui nous est parvenue date de 839 où un concile synodal partagea les terres appartenant à l'abbaye de Saint-Germain-des-Prés entre l'évêque et les chanoines de l'église Saint-Étienne : Plessiacus justa Castenetum (« le plessis à côté de Châtenay »), un plessis étant une technique traditionnelle de taille des haies vives par fendage (plessage) des branches, qui permettait de clôturer des pâturages et cultures, les protégeant ainsi des bêtes. Celles-ci furent donc rattachées à Châtenay. Puis au XIIIe siècle, cette terre prend le nom de son seigneur : Plessis-Raoul et au XVe siècle le hameau s'appelle Plessis-Picquet du nom de son seigneur Jean de La Haye dit Picquet. Le 30 décembre 1793, soit le 10 nivôse de l'an II de la République, la commune prend le nom de Plessis-Liberté et retrouva son nom de Plessis-Picquet à la fin de cette période révolutionnaire.
Le terme « Robinson » vient du roman de Johann David Wyss, Le Robinson suisse (lui-même inspiré du Robinson Crusoé de Daniel Defoe) : dans les années 1840, Joseph Gueusquin, un restaurateur parisien natif de Forges-sur-Meuse (Meuse), découvre le Plessis-Picquet et y construit en 1848 une guinguette, avec cabanes dans les arbres comme dans Le Robinson suisse, qu'il nomme « Au Grand Robinson ». Le succès du lieu est tel que d'autres guinguettes apparaissent, et que le quartier finit par prendre le nom de « Robinson ». Le 12 novembre 1909, la commune du Plessis-Piquet est rebaptisée Plessis-Robinson, par décret du président Fallières, répondant ainsi aux vœux de la municipalité,.

## Histoire

### Événements
- 839 : première mention du nom du Plessis (Plessiacus), commune jouxtant la ville de Châtenay (Castanetum).
- 1250 : Plessiacus devient Le Plessis-Raoul.
- 13.. : Nicolas Brûlart et son épouse Jeanne Dupuis (vers.1366-1436), seigneur du Plessis-Raoul.
- 1412 : construction du premier château du Plessis par Jean de la Haye ou Piquet de la Haye, et son épouse Jeanne Dupuis, veuve de Nicolas Brûlart.
- 1423 : Guillaume Dangueil seigneur du Plessis-Piquet.
- 1430 : Jean de Villiers (1384-1437), seigneur du Plessis-Piquet retour au service du roi de France en 1435.
- 1433 : Jacques Langlois et Michel de la Tillaye, seigneurs du Plessis-Piquet.
- 1433 : Simon Charles, maître des Requêtes, président de la Chambre des comptes de Paris, ambassadeur de France à Venise en 1429, seigneur du Plessis-Piquet.
- 1663 : Charles Levasseur, conseiller du roi et contrôleur des finances, achète la seigneurie du Plessis-Piquet. En difficultés financières, il vend à Louis XIV le château et ses terres (1682). Le roi les cédera à son ministre, Colbert. Cette acquisition revêt pour Colbert une importance particulière car elle lui permet de revendiquer les droits sur les eaux, pour l'étang et les jets d'eau de son parc (Colbert est depuis 1670 baron de Sceaux).
- 1699 : Pierre de Montesquiou, seigneur d'Artagnan, maréchal de France et cousin du célèbre mousquetaire, rachète le domaine. Il est enterré en 1725 dans la chapelle du château, mais sa sépulture a disparu.
- 1790 : Antoine Moullé est élu premier maire du Plessis.
- 1793 : la commune de « Plessis-Raoul » dit « Plessis-Piquet » est rebaptisée « Plessis-Liberté » puis redevient en 1801 « Le Plessis-Piquet ».
- 1814 : durant la marche de l'armée russe sur Paris, une bombe non éclatée tombe devant le café Mirrou, en face de l'église (celle-ci figure toujours pendue à la façade de l'établissement).
- 1821 : Charles Oudiette nous apprend dans son Dictionnaire topographique des environs de Paris que la commune est peuplée d'environ 280 habitants que le château est la propriété de Charlotte Lejeune, veuve de Claude Ambroise Régnier (1746-1814), duc et duchesse de Massa. Que le parc de 100 arpents (34,187 4 hectares), est bien planté. qu'il y a plusieurs maisons de campagne et que les productions de son terroir sont en grains et qu'il y a une poste aux lettres à Bourg-la-Reine.
- 1829 : James Odier, député et pair de France, est maire du Plessis-Piquet jusqu'en 1831.
- 1848 : Joseph Gueusquin crée la première guinguette de Robinson : « Le grand Robinson ».
- 1854 : l'éditeur parisien Louis Hachette achète le château et ses terres, devenus parc Henri-Sellier et cités-jardins. Il sera maire du Plessis-Piquet et conseiller municipal.
- 1909 : par décret du président de la République, Le Plessis-Piquet est renommé Le Plessis-Robinson.
- 1944 : le 19 août, libération du Plessis-Robinson. Les clefs de la mairie sont remises au docteur Bailly, alors président du comité local de libération.
- 1972 : mouvement de grève de la faim des jeunes filles mineures de l'Institut des mineures enceintes situé au château de la Solitude, au Plessis-Robinson. Leurs principales revendications étaient de pouvoir réintégrer leur formation scolaire initiale après leur accouchement (alors que l'Éducation nationale les excluait systématiquement) et l'émancipation des mineures (moins de 21 ans à l'époque) enceintes. L'évènement a été relayé par les médias, notamment grâce à l'intervention de Simone de Beauvoir et du Mouvement de libération des femmes naissant. L'institut sera définitivement fermé en 1976. Le téléfilm Elles… Les Filles du Plessis, réalisé par Bénédicte Delmas, diffusé pour la première fois le 8 mars 2016 sur France 3, lors de la Journée internationale des femmes, relate cette histoire. Le documentaire Les Enfants du gouvernement de Claude Lefèvre-Jourde (France, 1974, 40 minutes, noir et blanc) fait part de l'intervention de Simone de Beauvoir[17].
- 1989 : après l'élection de Philippe Pemezec, la ville entame une forte période de rénovation avec le lancement de projets d'embellissement de la ville de type néo-haussmannien.
- 2009 : centenaire du Plessis-Robinson.

### Antiquité
Il semble bien que des populations se soient installées dans des temps reculés sur ce plateau. En 1934, l'archéologue Claude Seignolle dégagea au cours de fouilles de grandes pierres dans lesquelles il voyait les débris de dolmens, l'un d'eux porte d'ailleurs des inscriptions. Dans la vallée d'Aulnay, on retrouva les vestiges d'une villa romaine ; non loin s'élevait un temple consacré à la déesse des sources d'Aulnay. Une statuette de cette déesse se trouve conservée au musée d'archéologie nationale de Saint-Germain-en-Laye. Une tombe d'enfant fut également mise au jour. La présence d'une pièce de monnaie dans la sépulture permet de la dater vers l'an -300

### Moyen Âge
En 1112, la charte de fondation de l'église du Plessis est rétablie. L'arpent de terre vaut au XIIIe siècle 19 livres parisis à Châtenay en 1255, un peu moins de 7 livres à l'Haÿ en 1233 et 7 livres au Plessis en 1272. Le sieur Raoul ou Radulphe ou Rodolphe était chambrier du roi. Le cartulaire de Notre-Dame de Paris cite également son nom à plusieurs reprises, ainsi que celui de son fils Raoul du Plessis sous les règnes de Philippe Auguste, Louis VIII et de Saint-Louis. Il fut un des premiers seigneurs du Plessis qui prit son nom Plessis-Raoul.
En 1407, le village s'appelle Plessis-Picquet du nom de son nouveau seigneur Jean de La Haye dit Picquet, qui a acquis ces terres et fait construire le château vers 1412, marié à Jeanne Dupuis veuve de Nicolas Brûlart, ou Nicolas Boulard qui avait des terres au Plessis. Écuyer, conseiller du roi et surtout de la reine Isabeau de Bavière, cette dernière séjournera à son château du Plessis de juin 1416 au 5 juillet 1416, en compagnie de dom Ménart, Thévenin Bridel, Guillaume le Baudeeyer, contrôleur de la chambre aux deniers de la reine, Mme de Nomant, Ysabeau La Fauconnière, Jeanne fille du duc d'Orléans, Thomas le Bailly clerc des officiers de l'hôtel de la reine. Il fait prendre à la reine, un parent, Guillaume de La Haye comme confesseur. Jean de La Haye est nommé trésorier général des Finances. Après les victoires anglaises et le traité de Troyes (1420), il abandonne Le Plessis et se réfugie avec son épouse à Angers.

### Époque contemporaine

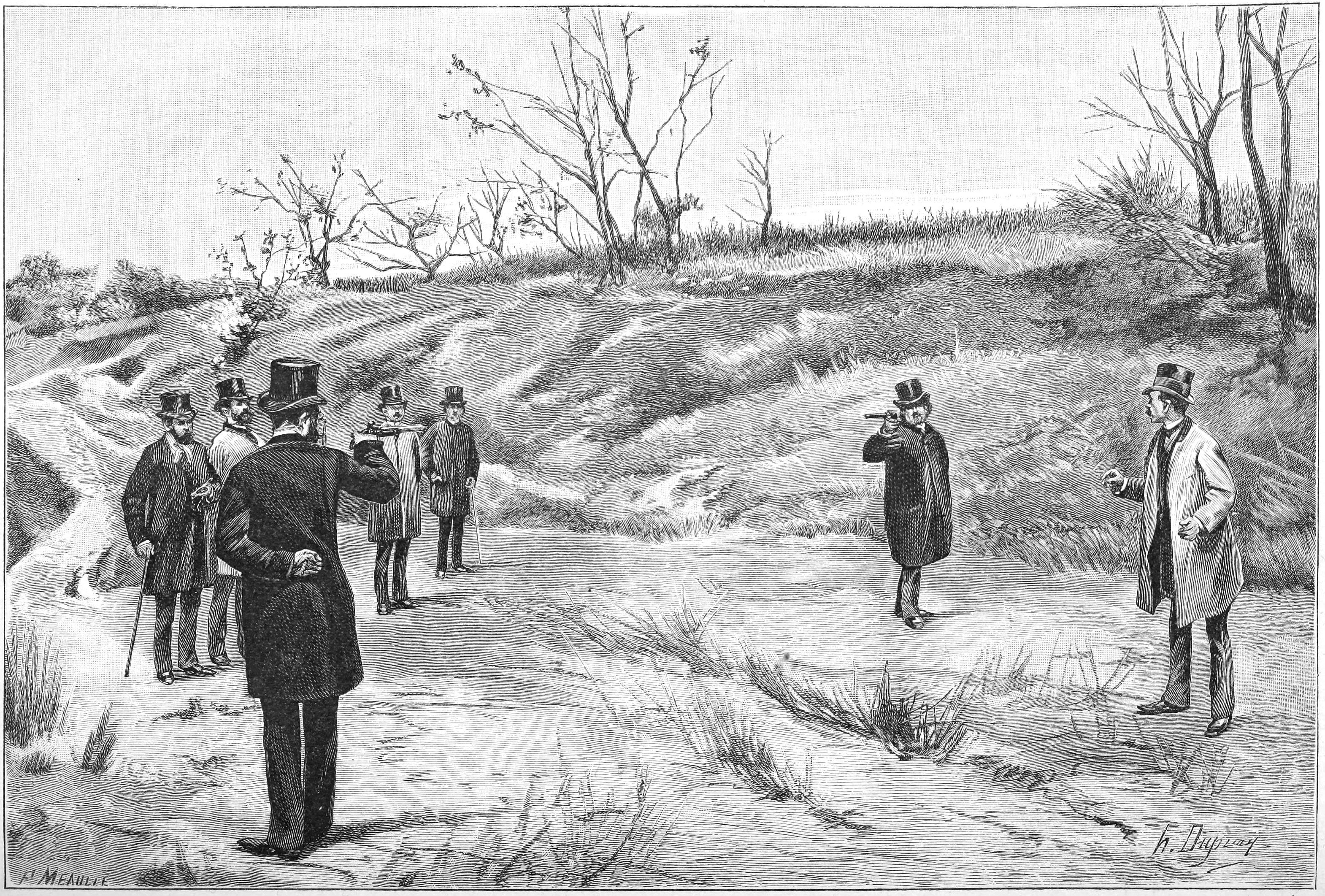
Duel entre Oscar Bardi de Fourtou et Léon Gambetta en 1879, au Plessis-Robinson, illustré par Henri Dupray.

Les premières guinguettes font leur apparition à Robinson à partir de 1848 sous l'impulsion de Joseph Gueusquin.
Oscar Bardi de Fourtou (1836-1897), est élu député le 14 octobre 1878, mais son élection est invalidée le 18 novembre 1878. C'est au cours de cette séance du 18 novembre 1878, que Gambetta accuse monsieur  de Fourtou de mensonge. Ce dernier offensé, charge ses témoins, Alexandre Blin de Bourdon (1837-1940) et Robert Mitchell (1839-1916), députés, de demander à Gambetta soit une rétractation ou une réparation par les armes. Gambetta de son côté, demande à François Allain-Targé (1832-1902), et à Georges Clemenceau (1841-1929), de se mettre en rapport avec les témoins de Fourtou. Le duel se fera au pistolet à canon rayé, et à 35 pas avec une seule balle tirée. La rencontre a lieu  quelques jours plus tard au Plessis-Piquet par un jour de brouillard. Ils tirent sans aucune égratignure pour les deux protagonistes.

Le Plessis autrefois
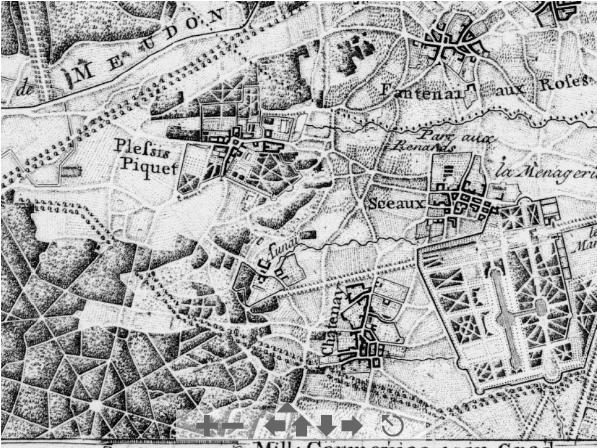
Plan de la banlieue en 1751.
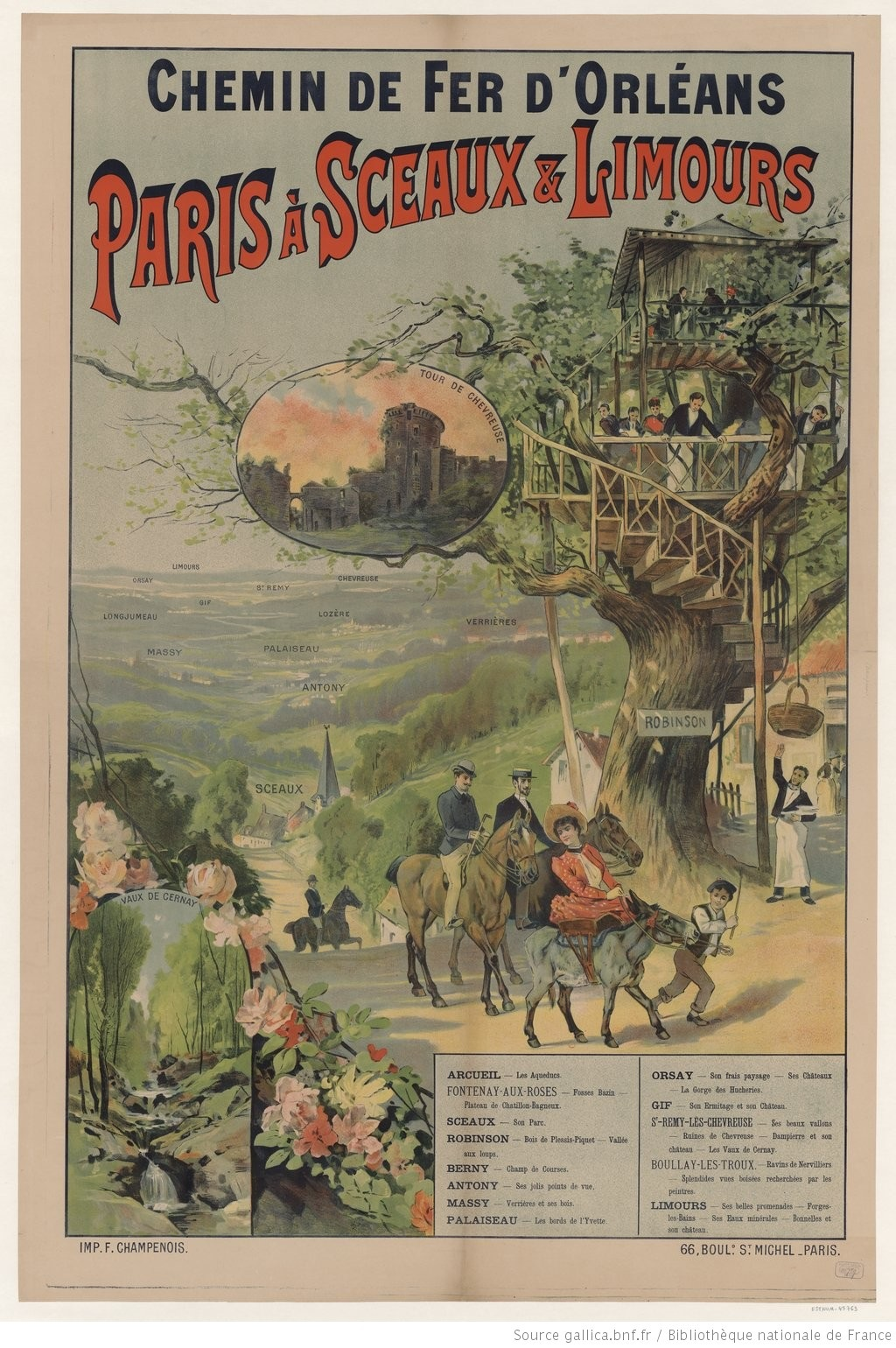
Chemin de fer d'Orléans (1892). Restaurant perché dans un arbre à Robinson.
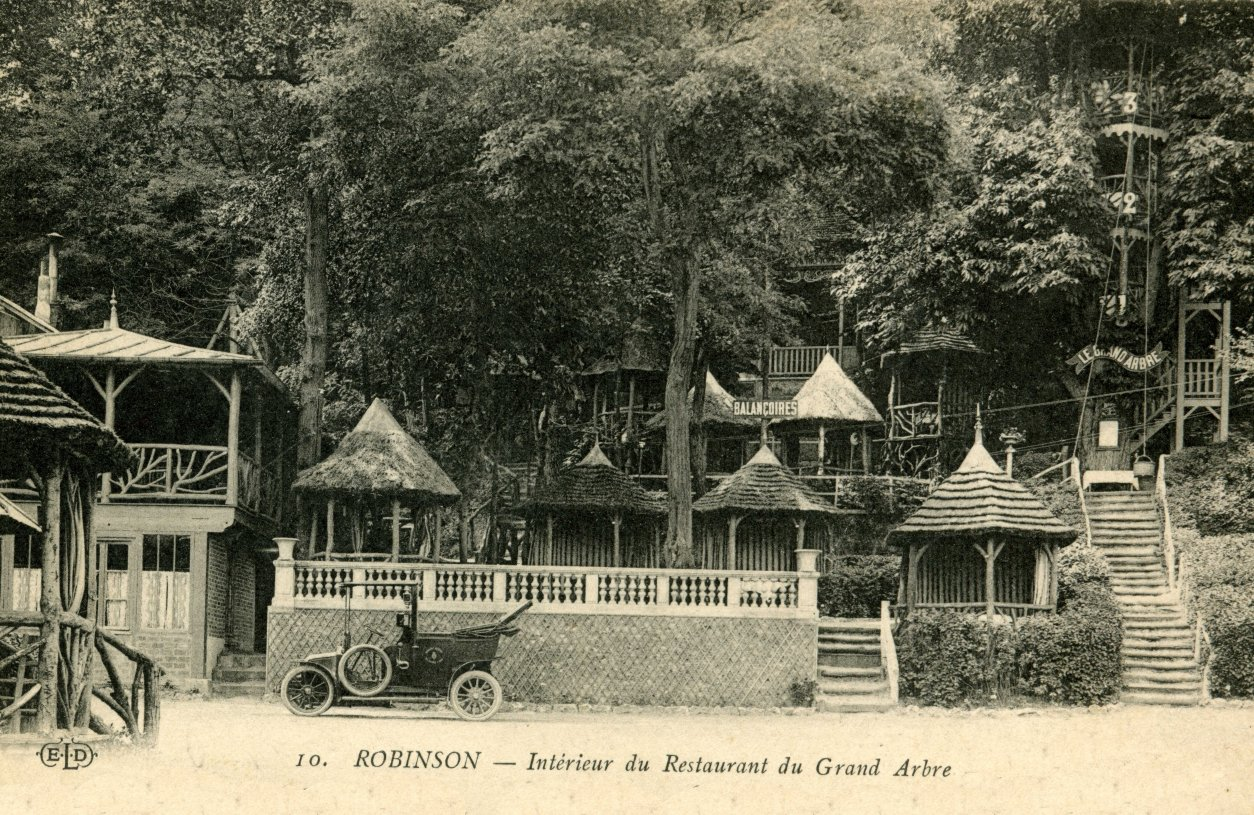
Intérieur du restaurant du grand arbre (début 1900).

#### Seconde Guerre mondiale
En 1939, le conseil municipal expédie les affaires courantes jusqu'au 14 avril, puis les réunions reprennent le 27 juillet 1940. En 1941, Paul Chatenet est nommé président de la délégation spéciale par le gouvernement de Vichy. En juin 1942, les alliés bombardent la banlieue parisienne et une bombe cause des dégâts dans des maisons de la rue Vernadat et l'avenue Payret-Dortail. En 2015, la majorité du conseil municipal décide de débaptiser la place de la Résistance pour l'appeler place Charles-Pasqua, ce qui scandalise les anciens résistants.[réf. nécessaire]

## Politique et administration

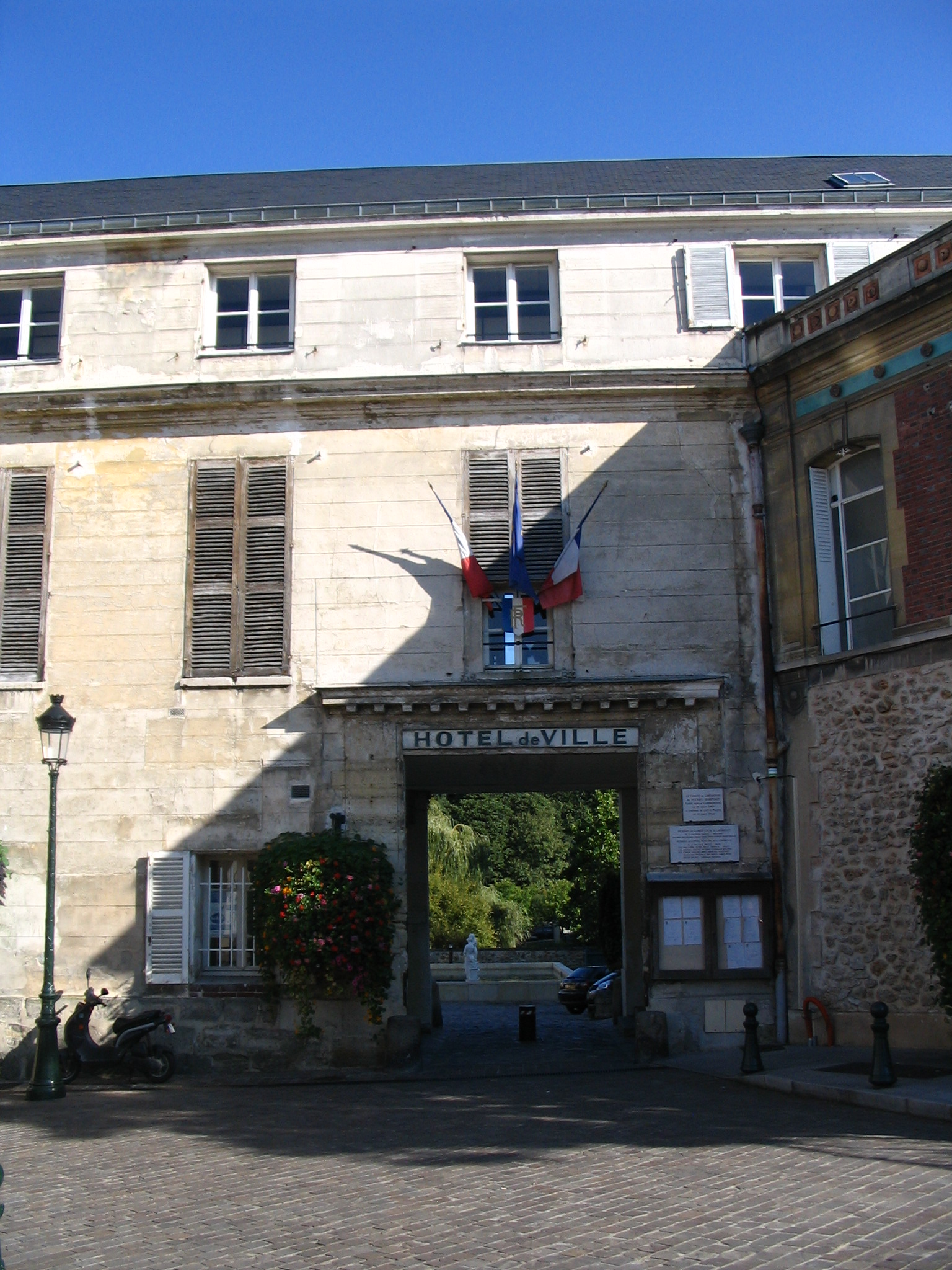
L'hôtel de ville.

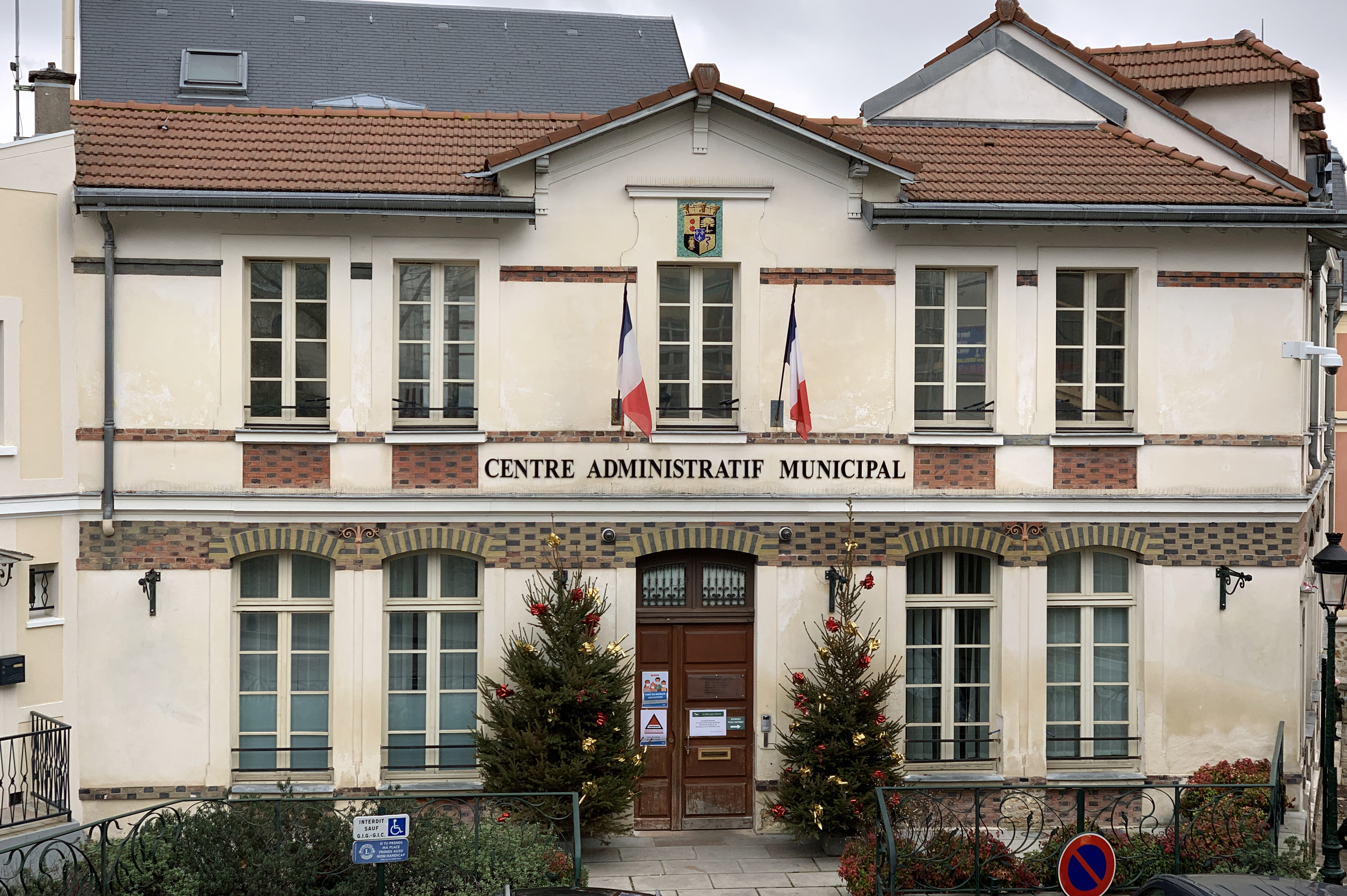
Le centre administratif municipal.

### Rattachements administratifs et électoraux
Antérieurement à la loi du 10 juillet 1964, la commune faisait partie du département de la Seine. La réorganisation de la région parisienne en 1964 fit que la commune appartient désormais au département des Hauts-de-Seine, et a son arrondissement d'Antony après un transfert administratif effectif au 1er janvier 1968. Pour l'élection des députés, elle fait partie depuis 1968 de la douzième circonscription des Hauts-de-Seine.
La commune était rattachée de 1793 à 1967 au canton de Sceaux. Lors de la mise en place des Hauts-de-Seine, elle devient en 1967 le chef-lieu du canton du Plessis-Robinson. Dans le cadre du redécoupage cantonal de 2014 en France, la commune fait désormais partie du canton de Châtenay-Malabry.
Le Plessis-Robinson relève du tribunal judiciaire, du tribunal pour enfants et du tribunal de commerce de Nanterre, du conseil de prud'hommes de Boulogne-Billancourt, de la cour d'appel de Versailles, du tribunal administratif de Cergy-Pontoise et de la cour administrative d'appel de Versailles.

### Intercommunalité
La commune était membre de la communauté d'agglomération des Hauts-de-Bièvre créée en 2002.
Le 1er janvier 2016, la commune intègre la métropole du Grand Paris.
La loi portant nouvelle organisation territoriale de la République du 7 août 2015 (Loi NOTRe) prévoit également la création le 1er janvier 2016 d'établissements publics territoriaux (EPT), qui regroupent l'ensemble des communes de la métropole à l'exception de Paris, et assurent des fonctions de proximité en matière de politique de la ville, d'équipements culturels, socioculturels, socio-éducatifs et sportifs, d'eau et assainissement, de gestion des déchets ménagers et d'action sociale, et exerçant également les compétences que les communes avaient transférées aux intercommunalités supprimées
La commune fait donc partie depuis le 1er janvier 2016 de l'établissement public territorial Vallée Sud Grand Paris, créé par un décret du 11 décembre 2015.
L'EPT exerce, outre les compétences attribuées par la loi à cette catégorie d'établissement public de coopération intercommunale (EPCI), celles que les communes avaient transféré aux anciennes intercommunalités supprimées à l'occasion de sa création :
- la communauté de communes de Châtillon-Montrouge (Montrouge, Châtillon) ;
- communauté d'agglomération des Hauts-de-Bièvre (Châtenay-Malabry, Antony, Bourg-la-Reine, Le Plessis-Robinson, Sceaux dans les Hauts-de-Seine – les deux communes essonniennes de Verrières-le-Buisson et Wissous étant rattachées à la communauté d'agglomération Communauté Paris-Saclay) ;
- communauté d'agglomération Sud de Seine (Fontenay-aux-Roses, Bagneux, Clamart, Malakoff).

### Tendances politiques et résultats
Au premier tour des élections municipales de 2014 dans les Hauts-de-Seine, la liste UMP-UDI menée par le maire sortant Philippe Pemezec obtient la majorité absolue des suffrages exprimés, avec 9 643 voix (77,02 %, 31 conseillers municipaux élus dont 7 communautaires), devançant très largement celle PS-PCF-EELV menée par Jean-François Papot qui a recueilli 2 876 voix (22,97 %, 4 conseillers municipaux élus).
Lors de ce scrutin, 33,41 % se sont abstenus.
Au premier tour des élections municipales de 2020 dans les Hauts-de-Seine, la liste LR menée par Philippe Pemezec — dont est membre le maire sortant Jacques Perrin — obtient la majorité absolue des suffrages exprimés, avec 6 120 voix (71,77 %, 31 conseillers municipaux élus dont 1 métropolitain), devançant très largement celles menées respectivement par : 
- Christophe Leroy (PCF-EELV-G·s-PS-LFI-PG, 1 204 voix, 14,12 %, 2 conseillers municipaux élus) ;
- Christelle Carconne (LREM, 1 203 voix, 14,11 %, 2 conseillers municipaux élus).
Lors de ce scrutin marqué par la pandémie de Covid-19 en France, 55,15 % des électeurs se sont abstenus.

### Liste des maires
| Période      | Période                      | Identité          | Étiquette                     | Qualité |
| ------------ | ---------------------------- | ----------------- | ----------------------------- | --- |
| mai 1945     | mai 1953                     | Robert Levol      | PCF                           | Ouvrier métallurgiste |
| mai 1953     | janvier 1956                 | Eugène Jacque     | SFIO                          | Représentant de commerce, administrateur du Populaire Démissionnaire pour raisons de santé |
| février 1956 | février 1972                 | Robert Levol      | PCF                           | Ouvrier métallurgiste Député des Hauts-de-Seine (12e circ.) (1967 → 1968) Conseiller général de la Seine (1953 → 1967) Démissionnaire |
| février 1972 | mars 1989                    | Robert Gelly      | PCF                           | Cheminot, ajusteur Conseiller général du Plessis-Robinson (1967 → 1992) |
| mars 1989    | mai 2018                     | Philippe Pemezec, | RPR puis RPF puis UMP puis LR | Sénateur des Hauts de Seine (2017 →) Député des Hauts-de-Seine (12e circ.) (2002 → 2007) Conseiller général du Plessis-Robinson (1992 → 2002 et 2008 → 2015) Vice-président de l'EPT Vallée Sud Grand Paris (2016 →) Démissionnaire à la suite de son élection comme sénateur |
| mai 2018     | octobre 2023                 | Jacques Perrin    | LR                            | Retraité Conseiller général du Plessis-Robinson (2003 → 2008) Démissionnaire à la suite de la fin du mandat de Philippe Pemezec comme sénateur |
| octobre 2023 | En cours (au 4 octobre 2023) | Philippe Pemezec  |                               | |

### Distinctions et labels
Après avoir obtenu en 1999 le niveau « quatre fleurs » au concours des villes et villages fleuris, Le Plessis-Robinson a obtenu en 2021 pour la troisième fois une Fleur d’or, un trophée millésimé attribué aux communes déjà labellisées 4 Fleurs et qui présentent une démarche exemplaire.
Elle avait obtenu en 2002 le Grand prix national de fleurissement et en 2005, le Prix européen de fleurissement.
La ville a obtenu en 2008 la mention de la « meilleure opération de renaissance urbaine dans une ville de banlieue » du Prix européen d'architecture Philippe Rotthier.
En 2007, Le Plessis-Robinson a reçu le label « Ville Internet @@@ ».

### Jumelages
Au 1er janvier 2019, Le Plessis-Robinson est jumelée avec :
- Woking (Grande-Bretagne) depuis 1993.
- Arapkir (Arménie) depuis 2006[48].

## Équipements et services publics

### Enseignement
Le Plessis-Robinson est située dans l'académie de Versailles.
La ville administre huit[Quand ?] :
- groupe scolaire Jean-Jaurès, inauguré en 1937 (ancienne école du jardin de Paris, puis des Suisses) ;
- groupe scolaire Joliot-Curie, ouvert en 1955, rénové en 2004 ;
- groupe scolaire Henri-Wallon, inauguré en 1964 ;
- groupe scolaire François-Peatrik, inauguré en 1967 ;
- groupe scolaire Louis-Pergaud, ouvert en 1971 ;
- maternelle La Ferme, inaugurée en 2000 ;
- groupe scolaire Louis-Hachette, inauguré en 1967 sous le nom de Maurice-Thorez, rebaptisé Louis-Hachette en 1990, reconstruit en 2008 ;
- école élémentaire Anatole-France, inaugurée en 1983 (ancienne école de la Ferme), reconstruite en 2005 ;
- école maternelle Raymond-Aumont, aménagée en 2012 sur l'annexe de l'école Joliot-Curie devenue maison des associations.

Le département gère deux collèges et la région Île-de-France un lycée[Quand ?] :
- collège Claude-Nicolas-Ledoux, ouvert en 1970 ;
- collège Romain-Rolland, ouvert en 1968, reconstruit en 1992 ;
- lycée Montesquieu, ancien LEP Henri-Wallon, transformé en 1993 en lycée polyvalent Montesquieu.

Le Plessis-Robinson est proche des établissements universitaires de Châtenay-Malabry, Sceaux et Vélizy :
- Châtenay-Malabry (Université Paris XI Sud) :
  - Faculté de pharmacie ;
  - École centrale Paris.
- Sceaux (Université Paris XI Sud) :
  - Faculté Jean-Monnet (droit, économie, gestion) ;
  - Institut universitaire de technologie (techniques de commercialisation, gestion des entreprises et administrations).
- Vélizy (Université de Versailles Saint-Quentin-en-Yvelines) :
  - Institut universitaire de technologie de Vélizy (génie industriel, informatique, multimédia).

### Santé

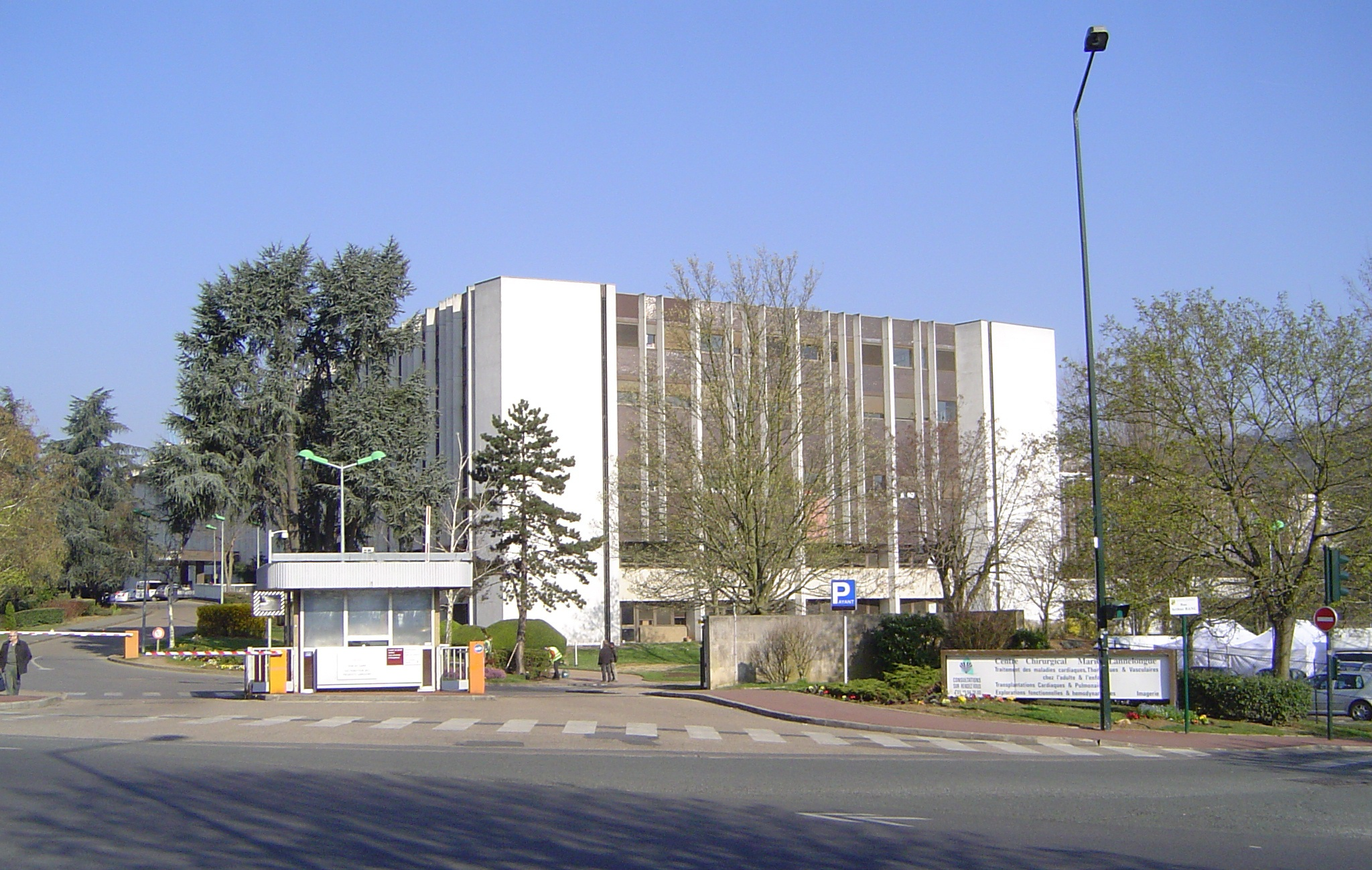
Le centre chirurgical Marie-Lannelongue.

Avenue de la Résistance est implanté le centre chirurgical Marie-Lannelongue, établissement de santé privé d'intérêt collectif. Il s'agit d'un établissement « de recours »[C'est-à-dire ?], associé à l'Université Paris 11, spécialisé en chirurgie thoracique et cardiaque, qui a été le lieu de nombreuses premières chirurgicales.
Le centre municipal de santé Jacques-Solomon a été reconstruit en 2003 dans le nouveau Cœur de Ville. Il a été baptisé en septembre 2012 du nom de Robert-Fasquelle (1908-1987), professeur de microbiologie aux facultés de médecine de Paris, membre de l'Académie nationale de médecine, résidant au Plessis-Robinson.

## Population et société

### Démographie

#### Évolution démographique
L'évolution du nombre d'habitants est connue à travers les recensements de la population effectués dans la commune depuis 1793. Pour les communes de plus de 10 000 habitants les recensements ont lieu chaque année à la suite d'une enquête par sondage auprès d'un échantillon d'adresses représentant 8 % de leurs logements, contrairement aux autres communes qui ont un recensement réel tous les cinq ans,.

En 2022, la commune comptait 28 893 habitants, en évolution de −0,47 % par rapport à 2016 (Hauts-de-Seine : +2,75 %, France hors Mayotte : +2,11 %).
| 1793 | 1800 | 1806 | 1821 | 1831 | 1836 | 1841 | 1846 | 1851 |
| ---- | ---- | ---- | ---- | ---- | ---- | ---- | ---- | ---- |
| 235  | 267  | 245  | 199  | 217  | 201  | 234  | 192  | 259  |

| 1856 | 1861 | 1866 | 1872 | 1876 | 1881 | 1886 | 1891 | 1896 |
| ---- | ---- | ---- | ---- | ---- | ---- | ---- | ---- | ---- |
| 271  | 321  | 338  | 266  | 326  | 348  | 407  | 397  | 475  |

| 1901 | 1906 | 1911 | 1921  | 1926  | 1931  | 1936  | 1946   | 1954   |
| ---- | ---- | ---- | ----- | ----- | ----- | ----- | ------ | ------ |
| 549  | 611  | 686  | 1 027 | 2 299 | 4 713 | 7 779 | 10 118 | 13 163 |

| 1962   | 1968   | 1975   | 1982   | 1990   | 1999   | 2006   | 2011   | 2016   |
| ------ | ------ | ------ | ------ | ------ | ------ | ------ | ------ | ------ |
| 18 449 | 22 590 | 22 231 | 21 271 | 21 289 | 21 618 | 23 312 | 28 113 | 29 028 |

| 2021   | 2022   | - | - | - | - | - | - | - |
| ------ | ------ | - | - | - | - | - | - | - |
| 29 228 | 28 893 | - | - | - | - | - | - | - |

#### Pyramide des âges
En 2018, le taux de personnes d'un âge inférieur à 30 ans s'élève à 36,4 %, soit en dessous de la moyenne départementale (38,4 %). À l'inverse, le taux de personnes d'âge supérieur à 60 ans est de 20,1 % la même année, alors qu'il est de 20,0 % au niveau départemental.
En 2018, la commune comptait 14 363 hommes pour 15 302 femmes, soit un taux de 51,58 % de femmes, légèrement inférieur au taux départemental (52,41 %).
Les pyramides des âges de la commune et du département s'établissent comme suit.
| Hommes | Classe d’âge | Femmes |
| ------ | ------------ | ------ |
| 0,4    | 90 ou +      | 1,0    |
| 4,7    | 75-89 ans    | 7,3    |
| 12,2   | 60-74 ans    | 14,3   |
| 19,8   | 45-59 ans    | 19,2   |
| 23,8   | 30-44 ans    | 24,4   |
| 16,5   | 15-29 ans    | 14,9   |
| 22,6   | 0-14 ans     | 18,9   |

| Hommes | Classe d’âge | Femmes |
| ------ | ------------ | ------ |
| 0,6    | 90 ou +      | 1,6    |
| 5,2    | 75-89 ans    | 7,2    |
| 12,1   | 60-74 ans    | 13,5   |
| 19,3   | 45-59 ans    | 19,4   |
| 22,6   | 30-44 ans    | 21,9   |
| 20,2   | 15-29 ans    | 18,9   |
| 19,9   | 0-14 ans     | 17,4   |

### Sports et loisirs
Les principaux sports collectifs pratiqués au Plessis-Robinson sont le rugby, le football, le tennis et le volley-ball.
Le premier club de la ville à être sacré champion de France a été en 1994 les Castors Sphinx (football américain), une équipe dans laquelle a joué Richard Tardits (en 1965), le meilleur français dans cette discipline.
L'équipe senior masculine de volley-ball du PRVB (Plessis-Robinson Volley-Ball) évolue depuis 2021 en Championnat de Ligue A.
L'équipe de rugby à XV du Racing 92, qui joue ses matchs à Paris La Défense Arena, a installé depuis août 2012 au Plessis-Robinson son siège, son centre de formation et d'entraînement.
Le tennis club du Plessis-Robinson (TCPR) a vu l'éclosion de Stéphanie Vongsouthi (née en 1988), 311e mondiale au classement féminin de la WTA en 2009. Le TCPR, association sportive, loi de 1901, créée en 1990, affiliée à la Fédération Française de Tennis la même année, est un club de plus de 900 adhérents qui allie tennis loisir formation et compétition. Il utilise les installations mises à sa disposition par la ville du Plessis-Robinson, et depuis 2023 le tout nouveau complexe tennistique situé au cœur du nouveau quartier Noveos.
En boxe française, Bruno Gottfrois (né en 1967) a été champion d’Europe en 1990 et 1992, champion de France de 1990 et 1992. Il a été champion du monde des mi-lourds en 1991.
Plusieurs grandes stars de l'athlétisme d'Europe de l'Est sont passées par Le Plessis-Robinson dans les années 1990 : Robert Emmiyan (Arménie), recordman d'Europe du saut en longueur ; Natalya Lisovskaya (URSS) championne du monde en 1987, championne olympique en 1988, toujours détentrice du record du monde du lancer du poids ; Youri Sedykh (Ukraine), champion du monde en 1991, championne olympique en 1980, toujours détenteur du record du monde du lancer du marteau.
Le footballeur Robert Jonquet a vécu sa jeunesse dans la cité-jardin du Plessis-Robinson. Il jouait à l'AS Voltaire de Châtenay-Malabry.
Jérôme Rothen a également effectué sa saison 2015 en amateur au FCPR (Football Club du Plessis-Robinson)

### Médias
- La Gazette du canton de Sceaux de 1968 à 1973.
- D'octobre 2010 à juillet 2012, un Châtenaisien et une Fontenaisienne ont diffusé sur Internet Le Journal de Robinson, journal local d'actualité du Plessis-Robinson, de Châtenay-Malabry, de Sceaux et de Fontenay-aux-Roses[57]. Ce journal, qui était apprécié par les habitants, a disparu brusquement sans explication[58].

### Cultes
Les habitants du Plessis-Robinson disposent de lieux de culte catholique :
Depuis janvier 2010, la commune du Plessis-Robinson fait partie du doyenné des Forêts, l'un des neuf doyennés du diocèse de Nanterre.
Au sein de ce doyenné, les quatre lieux de culte catholique relèvent de la paroisse Sainte-Marie-Magdeleine,, :
- l'église Sainte-Marie-Magdeleine[63] ;
- l'église Saint-Jean-Baptiste ;
- l'église Saint-François-de-Sales[64] ;
- la chapelle du Sacré-Cœur à Châtenay-Malabry[65].

## Économie

### Revenus de la population et fiscalité
En 2010, le revenu fiscal médian par ménage était de 39 972 €, ce qui plaçait Le Plessis-Robinson au 2 498e rang parmi les 31 525 communes de plus de 39 ménages en métropole.

### Entreprises et commerces
La division commerciale et informatique du groupe Renault se situe au Plessis-Robinson.
MBDA, entreprise industrielle du secteur de l'aéronautique et de la défense, filiale des groupes Airbus, BAE Systems et Leonardo-Finmeccanica, est présente au Plessis-Robinson depuis 2007.
Ces entreprises se situent dans le parc d'affaires Novéos (anciennement ZIPEC), desservi par la ligne 6 du tramway d'Île-de-France et depuis 2023 par le tramway Antony - Clamart (ligne T10).

## Culture locale et patrimoine

### Pôle culturel
Le pôle culturel du Plessis-Robinson est un grand pôle culturel d'inspiration palladienne situé dans le prolongement du marché. Il a été inauguré en juin 2016 et remplace, entre autres, l'ancien cinéma Gérard-Philippe qui a été détruit.

### Lieux et monuments
La commune comprend de nombreux monuments répertoriés à l'inventaire général du patrimoine culturel de la France.

#### Cimetières
Le premier cimetière est aménagé autour de l’église paroissiale, l’actuelle chapelle Saint-Jean-Baptiste, jusqu’en 1808, date à laquelle le propriétaire du château, Claude-Ambroise Régnier, duc de Massa, ministre de la Justice et de la Police de Napoléon Ier, achète le terrain du cimetière, enserré entre l’église et les communs du château. L’espace intègre alors son domaine et se transforme prosaïquement en basse-cour.
Les sépultures, elles, sont relevées et réimplantées à quelques distances du bourg, sur un nouveau terrain situé à l’angle de la rue de la Cavée (actuelle rue Paul-Rivet) et de la route de Versailles (actuelle avenue du Général-Leclerc).
Mais ce deuxième cimetière sera bien vite jugé insuffisant. En effet, dès 1864, la commune décide de le fermer et de transférer à nouveau les sépultures vers un autre terrain appelé Le Trou aux Chevaux et implanté à la limite occidentale de la commune, à la croisée de la voie d’Igny et de la route de Versailles. Ce cimetière, sur l’actuelle avenue Édouard-Herriot, est agrandi en 1930, après la construction des cités-jardins, atteignant alors la taille que nous lui connaissons de nos jours.
Outre les tombes de personnalités robinsonnaises (les familles Gueusquin et Fatiguet, fondateurs des guinguettes, divers notables, ou des personnalités plus atypiques comme Mikinosuke Kawaishi, 1899-1969, pionnier du judo en France), on note celles des soldats français et allemands de la guerre de 1870 et, dans le carré militaire, celles de dix des quinze gendarmes tués lors du bombardement du camp de Voves le 27 avril 1944.

#### Guinguettes
On doit la popularité de Robinson à des établissements bal-restaurants construits dans de grands châtaigniers. Le Val d'Aulnay, domaine qui sépare Le Plessis (Piquet) de Châtenay-Malabry est en effet très boisé et notamment en châtaigniers. À Saint-Éloi était une buvette ; en 1848, Joseph Gueusquin, amateur des récits inspirés de Robinson Crusoé (et surtout du Robinson suisse de Johann David Wyss, paru en 1812), eut l'idée d'installer dans les plus gros châtaigniers des plates-formes et autres cabanes reliées entre elles. Il y établit un bal-restaurant sous l'enseigne de Grand Robinson. Celui-ci fut rebaptisé le Vrai Arbre en 1888. La mode était lancée et le tout-Paris se pressa les dimanches à Robinson pour fréquenter la dizaine de guinguettes construites entre la deuxième moitié du XIXe siècle et le début du XXe siècle. Le grand duc Constantin, Isabelle d'Espagne, Alphonse XIII et bien d'autres vinrent manger au Grand Robinson. La ligne de train fut alors spécialement prolongée jusqu'aux Quatre Chemins à Robinson, et la gare de Sceaux-Robinson fut construite en 1895.
Les plus célèbres guinguettes de Robinson étaient Au Vrai Arbre, Le Grand Arbre, l'Arbre des Roches, Au Grand Saint-Éloi, La renommée des pommes de terre frites ou encore L'Ermitage, L'Arbre de la Terrasse, Le Vrai Robinson, L'Escargot Doré.
On montait aux établissements de Robinson avec des ânes, et de nombreuses guinguettes étaient équipées de systèmes de poulies pour acheminer par paniers les repas jusqu'aux plates-formes situées dans les branches.
À la limite du Plessis et de Fontenay-aux-Roses se tenait, près de l'étang Colbert, le cabaret Au Coup du Milieu, fondé en 1847. Il fut fréquenté par Émile Zola, Jules Vallès, Théodore de Banville, Alfred Delvau, Champfleury, Henry Murger, Charles Baudelaire, Nadar, Paul Cézanne et Gustave Courbet.
Une chanson de Delettre et De Létraz, C'est à Robinson, interprétée notamment par Lucienne Boyer, évoque cette époque des guinguettes. Plus récemment, une chanson de Pierre Perret, Samedi chez l'amiral, évoque une discothèque située (ou censée telle) à Robinson.
En 1966, Johnny Hallyday achète la guinguette Le Vrai Arbre de Robinson, au Plessis-Robinson, pour y créer un complexe de loisirs inspiré des ranchs américains, qu'il appelle Robinson Village,. Cela sera un échec commercial dans lequel il aura beaucoup investi, mais les spectateurs de l'époque gardent en mémoire un concert improvisé de Johnny en octobre 1966 dans la discothèque attenante au complexe, le Tchoo-Tchoo Club, avec Jimi Hendrix, méconnu en France à l'époque.

#### Les grandes propriétés
- Propriété du général Girardin : située chemin du Calvaire, c'était à l'origine un immense domaine qui s'étendait sur la quasi-totalité d'Aulnay. Dans les jardins, on pouvait voir il y a quelques années une allée couverte préhistorique sur laquelle fut planté un calvaire en 1517.
- Propriété du Moulin Fidel, rue du Moulin-Fidel : il y avait autrefois une tour de fortification transformée par les Feuillants en moulin et dont parle en vers Henri de la Touche.
- Propriété de Frédéric-César de la Harpe : située à l'angle de l'avenue Édouard-Herriot et de la rue Paul-Rivet. Frédéric-César de La Harpe achète cette propriété d'un peu plus de cinq hectares le 6 septembre 1799 pour la somme de 45 000 francs en arrivant en France après son départ précipité de Suisse. Il avait été précédemment le précepteur des Grands Ducs de Russie Alexandre et Constantin, et quitta la Russie en 1795 avec le grade de colonel, pour rentrer en Suisse et participer à la Révolution de 1798 et devint un des Directeurs de la République helvétique. En 1814, Alexandre alors Tsar de Russie rendit visite avec son frère le Grand Duc Constantin et le reste de la famille impériale à de La Harpe dans cette propriété et celui-ci obtint du monarque la reconnaissance de la liberté du canton de Vaud. Il la revendit le 4 novembre 1815. Cette demeure fut démolie en 1954 ; lui succéda un terrain vague puis un C.E.S. qui a fait place à des immeubles de standing.
- Propriété au no 9 de l'ancienne Grande Rue : la maison fut démolie en 1954. Le parc qui s'étend sur la colline en face jouxtant la Cité de L'Enfance est un des plus anciens arboretum de France.
- La cité-jardin (1924–1939) : elle fait partie de la quinzaine de cités-jardins construites par l'Office HBM de la Seine, dirigé alors par Henri Sellier. Elle est conçue par les architectes Maurice Payret-Dortail, Jean Demay, et Jean Festoc, et comprend alors des logements individuels et collectifs (241 à la fin des années 1930), ainsi que des commerces. Elle a été rénovée en 2000 sous la houlette de l'urbaniste Antoine Grumbach.
- Propriété de Louis-Benoît Picard aujourd'hui école Sertillanges au 30 rue du Général-Leclerc Maison de Louis-Benoît Picard au Plessis-Piquet par Jacques Auguste Regnier (1787-1860), aujourd'hui école Sertillanges.

#### Châteaux

##### Château seigneurial, dit château Hachette
Aujourd'hui, mairie située au cœur de la ville, rue de la Mairie et rue de la Résistance. Les plus grandes parties actuelles sont du XVIIe siècle. On remarque le passage couvert, au pied duquel une statue de pierre représente un garde casqué en faction, ainsi que la terrasse et l'escalier monumental avec leur balcon de fer forgé, une façade comporte des bas-reliefs représentant des jeux d'enfants. Dans le petit jardin derrière la terrasse en haut de l'escalier trônait un majestueux séquoïa au milieu d'un parterre entouré de quatre statues représentant les Saisons. L'ancienne orangerie est transformée en salle de stockage, il y avait à côté vers 1960 un jardin d'enfants.

##### Château Colbert, dit Petit Château
Cette propriété située rue de Fontenay, comportant parc et dépendances appartenait déjà à Colbert le 16 janvier 1682, lorsque Louis XIV vendit à son ministre la seigneurie du Plessis. Il fit de ce lieu une ferme modèle. Il revendit ce domaine le 14 janvier 1683 à Sébastien François de la Planche. M. Lewandowski sera le dernier propriétaire de cette maison qui devint un refuge israélite en 1888, puis école horticole, inaugurée le 14 juin 1909 par le préfet de la Seine : Justin Germain Casimir de Selves en même temps que la route reliant Plessis à Robinson, et aujourd'hui presbytère.

##### Château de la Solitude
Situé au 29, rue Paul-Rivet (rue de la Cavée), ce château est bâti au XIXe siècle par un marchand de chocolat du nom de Marquis. Cet édifice possédait des écuries et un grand parc, il était situé dans la cuvette de la rue Paul-Rivet. Leur fille unique, héritière du domaine rentra dans l'ordre des carmélites, ces dernières y installèrent un couvent. René Viviani, président du Conseil à l'entrée de la Première Guerre mondiale, mourut en 1925 dans ce lieu transformé un temps en maison de retraite.
Cette demeure deviendra la propriété de l'Éducation nationale qui en fera un lieu d'accueil pour des jeunes filles en grandes difficultés sociales, mères célibataires. Lieu d'un mouvement de grève des pensionnaires en 1972 qui revendiquaient des droits liés à leur condition de « fille-mère », il est fermé définitivement en 1976. Le téléfilm Elles… Les Filles du Plessis (2016) de Bénédicte Delmas avec Sandrine Bonnaire retrace une partie de son histoire.
Les écuries en ruines intéressèrent un Américain qui se porta acquéreur des pierres pour les emporter aux États-Unis. La transaction échoua et les pierres partirent à la décharge. Cette seule construction avait coûté un million de francs de l'époque soit près de dix millions en 1980.
La fermeture de l'établissement en 1976 marque le début de la déchéance du château. Laissé à l’abandon, le bâtiment tombe très vite en ruine, notamment à la suite des incendies de 1977 et 1978. Il faut attendre l’année 2000 pour que le Bois de la Solitude et ses vestiges romantiques soient rendus accessibles au public après avoir fait l’objet de travaux d’aménagement et de sécurisation.

#### Étangs
|                  |  |  |
| L'étang Colbert. |  |  |

L'étang d'Écoute s'il pleut : construit sur ordre de d'Artagnan. L'eau y étant fort rare, les villageois le nommèrent ainsi par dérision. Asséché on construisit dans les années 1960 sur son emplacement le gymnase du groupe scolaire Henri-Wallon.
L'étang Colbert situé entre la place des Quinconces, la rue de Fontenay et la chaussée de l'Étang à proximité immédiate du centre chirurgical Marie-Lannelongue : il a gardé le nom du ministre qui l'a fait creuser pour les besoins de sa ferme, et qui servait également à l'irrigation de son domaine de Sceaux. Il est alimenté par le ru de la Fontaine au Moulin, il y avait jadis à cet endroit un moulin appelé « Le Moulin Piquet ». En 1954, il fut procédé au curage et à l'aménagement des abords pour en faire un lieu de promenade et satisfaire les pêcheurs locaux.

#### Édifices religieux
- Église Saint-Jean-Baptiste[79].

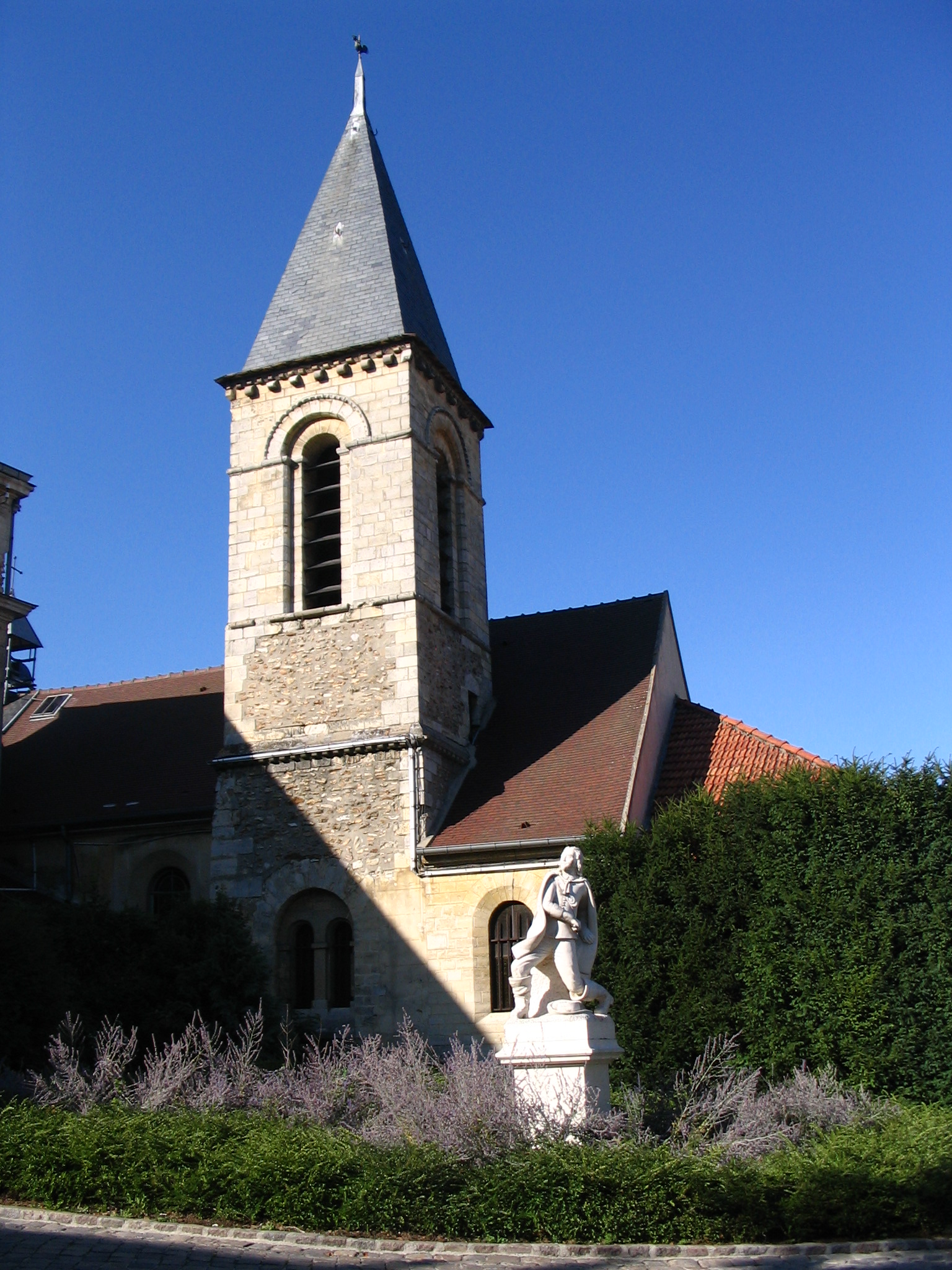
L'église Saint-Jean-Baptiste.

- Église paroissiale Sainte-Marie-Magdeleine, rue André-Le-Nôtre : construite en 1966, dans le cadre des chantiers du cardinal par André Remondet (1908-1998), grand prix de Rome en 1936, membre de l'Institut.
- Couvent Saint-Étienne des Feuillants du Plessis-Piquet, au Plessis-Robinson construit en 1614[80].

### Patrimoine culturel
- Salle des fêtes de la mairie : Histoire de la danse et Histoire du Vrai Arbre, fresques peintes en 1959 par Gabriel Moiselet (1885-1961).

### Personnalités liées à la commune
- Jean Piquet de la Haye (mort en 1420), conseiller du roi Charles VI bâtit le château en 1412.
- Isabeau de Bavière (1371-1435), reine de France séjourna en 1416 au château.
- Pierre de Montesquiou d'Artagnan (1640-1725), mousquetaire du roi puis maréchal de France, propriétaire du château à partir de 1699.
- Antoine Odier (1766-1853), banquier et homme politique français, châtelain et maire du Plessis-Piquet.
- Louis-Benoît Picard (1769-1829), acteur, écrivain, directeur du Théâtre de l'Odéon en 1816. Sa maison de campagne occupait l'emplacement de l'école Sertillanges.
- Louis Hachette (1800-1864), éditeur, fait l'acquisition du château en 1853, mort au Plessis-Piquet.
- Joseph Gueusquin (1819-1889), mort au Plessis-Piquet.
- René Viviani (1862-1925), homme politique, mort au château de la Solitude.
- Ernest Édouard Martens (1865-1926), peintre, vient s'installer au Plessis chez sa sœur Marie Cardon, où il meurt le 25 février 1926[réf. nécessaire].
- Ferdinand Lot (1866-1952), né au Plessis-Picquet, historien médiéviste membre de l'Académie des inscriptions et belles-lettres en 1924.
- Rodolphe d'Erlanger (1872-1932), peintre et musicologue, quitte en 1910 sa demeure du Plessis pour Sidi Bou Saïd.
- Jean-Louis Vaudoyer (1883-1963), romancier, poète, essayiste et historien d’art, né et mort au Plessis-Robinson.
- René Pottier (1897-1968), explorateur et artiste, a vécu au Plessis des années 1930 à 1960, membre du conseil municipal de la Libération. Il a écrit un livre retraçant l'histoire de la ville.
- Mikinosuke Kawaishi (1899-1969, judoka japonais pionnier du judo en France, inhumé au Plessis-Robinson.
- Amédéo Usséglio (1911-1943), résistant FTP-MOI, fusillé par les Allemands au mont Valérien le 21 février 1944, habitant de la commune.
- François Spoerry (1912-1999), architecte, dont une place dans la Grande Rue du quartier du Cœur de Ville porte le nom.
- Paul Cognasse (1914-1993), peintre, sculpteur, verrier, il s'installe dans la Cité jardin des artistes en 1950, avec son épouse la sculptrice Jeanne Michau dite Calern (1923-1987).
- Johnny Hallyday (1943-2017), chanteur et acteur, achète une guinguette rue de Malabry pour créer un complexe de loisirs inspiré des ranchs américains, appelé Robinson Village.
- Gilbert Richard (né en 1928), producteur-animateur de télévision, propriétaire de la Tour de Robinson de 1971 à 1985.
- Pierre Mazeaud (né en 1929), juriste, homme politique et alpiniste, ancien député de la circonscription.
- Raoul Pradier (1929-2017), peintre, son atelier est situé rue du Capitaine-Chalvidan (ex-allée des Chênes) à partir de 1960 et jusqu’à sa mort.
- Georges Pagnoud (1917-1984), journaliste sportif, fondateur d'épreuves cyclistes sur route
- Pierre-Luc Séguillon (1940-2010), journaliste de télévision et de radio, éditorialiste politique, mort au Plessis-Robinson.
- Jacques Sémelin (né en 1951), historien, politologue, né au Plessis-Robinson.
- Roland C. Wagner (né en 1960), écrivain de science-fiction, habite rue du Loup pendu de 1995 à 2002. Il y écrivit un livre de science-fiction extrapolant l'avenir de la ville.
- Fabrice Tourre (né en 1979), courtier, opérateur de marché (ou trader) à Goldman Sachs, condamné en 2014 par la justice américaine pour des implications douteuses dans la crise des subprimes.
- Frédéric Gracia (né en 1959), peintre, auteur de plusieurs œuvres, notamment un tableau sur D'Artagnan exposé dans la salle du Conseil en mairie et une fresque monumentale trompe-l’œil réalisée en 2021. Son atelier se situe près de l'étang Colbert.

### Héraldique
| Blason de Le Plessis-Robinson | Blason  | Écartelé au 1er d'or, à deux tourteaux de gueules posées en pal qui est de Montesquiou d'Artagnan ; au 2e, de sable au chêne arraché d'or ; au 3e de sable au hibou d'or ; au 4e d'or, à la coulèvre tortillée d'azur posée en pal, qui est de Colbert ; sur le tout en abîme d'azur à trois fleurs de lis d'or. |
| Blason de Le Plessis-Robinson | Détails | Le statut officiel du blason reste à déterminer. |

## Pour approfondir

#### Sources primaires
- Aux Archives nationales de France :
  - Série T Procès verbaux de l'an II à IV, T//1629, Lettre F, no 101-125, procès-verbaux d'inventaires de fabrique. - T//1493//11, les étangs du Plessis-Piquet (1791-1795). - T//1493//6: municipalité (1791-1793).